# ソウルイーター
『ソウルイーター』（SOUL EATER）は、大久保篤による日本の漫画作品。『月刊少年ガンガン』（スクウェア・エニックス刊）にて、2004年6月号から2013年9月号まで連載され、2008年4月から2009年3月までアニメシリーズも放送された。

## 概要
大久保の『B壱』に次ぐ2作目の連載作品となる。2003年に本編の前振りとなる3つの短編がそれぞれ『ガンガンパワード』2003年夏季号・秋季号、『月刊ガンガンWING』2004年1月号に掲載されており、それらは単行本第1巻に収録されている。事実上の第1話は『月刊少年ガンガン』2004年6月号掲載の「補習授業（前編）」である。
本編の前振りの短編の時から、『少年ガンガン』としては異例の宣伝攻勢が行われていた。
『少年ガンガン』2008年1月号で、テレビ東京系列 (TXN) でのテレビアニメ化が発表された。2008年4月より1年間放送。深夜にはスペシャル映像を追加した「レイトショー」も連動して放送されていた。また、2010年秋からは「リピートショー」と称して全国ネットで再放送。さらに、2014年1月からBS11で「ベストセレクション」として抜粋された回の再放送をスタートしている。
2019年4月時点で国外累計発行部数は540万部を突破し、2020年3月時点で全世界シリーズ累計発行部数は1960万部を記録している。
『ガンガン』2011年2月号からは、外伝作品『ソウルイーターノット!』を連載。こちらもテレビアニメ化されている。

## あらすじ
舞台は死神武器職人専門学校、通称「死武専」。
死武専は、「職人」と「武器」を育成することを目的としており「職人」と「武器」でペアとなって活動していく。その最終目標は悪人の魂99個 と魔女の魂1個を「武器」が"食べる"事によって、死神様の武器「デスサイズ」を作り出すことである。
キャッチコピーは「健全なる魂は 健全なる精神と 健全なる肉体に宿る」。

### 「職人」と「武器」
- 「職人」と「武器」で1つのペアとなる（ただし「職人」1人で、複数の「武器」を同時に扱うこともある）。
- 「職人」とはペアを組んだ武器に人間の魂99個と、魔女の魂1個を食べさせて、デスサイズを作ろうとする者、あるいは完成したデスサイズを扱う者である。悪人の（アニメでは「鬼神の卵と化した」）魂を奪う為、職人は武器を使いこなす能力を求められる。扱う武器に応じて、「〇〇職人」と呼ばれる。
- 「武器」は当初、とある人物により、人間を加工して作り上げられた者であったが、時代が下るにつれて家系の中で世襲化し今や種族とされている。また、武器によって魔〇〇と呼ばれる。
- 「武器」は職人の魂の波長を増幅し、波長のコントロールをサポートする役割を持っており、実質戦闘に参加するのは「職人」である。
- 「職人」と「武器」は「魂の共鳴」（職人が武器に魂の波長を送りそれを武器が増幅して職人に返す動作を繰り返す）をすることによって大技を繰り出すことが出来る。その大技がどんなものかは武器によって変わる。
- 「武器」は自分の形態の武器に変化し、「職人」をサポートする。また「武器」は体の一部を武器化することも可能で、それを利用して単体で戦える「武器」も存在する。
- なお、壺や角灯など「武器」の変化した姿は、必ずしも一般的な武器の形をとるとは限らない。
- 熟練した「職人」には魂の種類や位置を感知したり、魂そのものを見ることが出来る、または出来るようになる者もいる。これを魂感知能力という。
- 例え友人同士だとしても、「武器」と「職人」としての魂の波長が合わなければペアを組むことが出来ない（重くて持つことが出来ない、触れるだけで火傷するなど）。

### 「魔女」
魔女の女王「魔婆様」を頂点とする魔法を扱う者たちのこと。その名の通り、現在のところ女性しか確認されていない。また、確認されている魔女はデザインのモチーフとして様々な動物があしらわれていることが多い。さらに、一部の魔女はモチーフとした動物に変身する魔法を使用することもできる。
死神との抗争は「武器」が誕生する以前、遥か昔から存在していた。
かつて「死神八武衆」の一人・阿修羅により大陸の東地域の魔女達が皆殺しにされたことがある。

## 登場人物
声の表記は「ドラマCD版 / テレビアニメ版」の順に記載。なお、1人しか記載されていない場合はテレビアニメ版とする。身長はアニメ版『ソウルイーターノット!』設定資料・影付け設定より。

### 死武専
正式名称は死神武器職人専門学校。アメリカネバダ州、死神様のお膝元の街「デス・シティー」のほぼ中央に存在。死神様の名の下に「職人」と「武器」を管理および養成する教育機関であり、全世界に散らばっているデスサイズや武器・職人たちを纏める本部でもある。
死武専は「武器と職人は秩序を最重視する死神のもとで管理されるべきであり、新たな鬼神（後述）の出現は防がねばならない」という目的をもって創設された組織である。
死武専では職人は「星の数」でランク分けされており、多くの生徒は「一つ星職人」、死人のような腕のいい職人は最高ランクの「三つ星職人」である。

#### 生徒（主要メンバー）
マカ＝アルバーン
声 - 竹内順子 / 小見川千明
本作の主人公。ソウルとペアを組んでいる鎌職人の少女。身長155cm。デスシティー生まれデスシティー育ちの生粋のデスっ子。たまに発する不良っぽい言葉はデスっ子言葉と呼ばれる。日系。少し暗いベージュの髪で、瞳は緑。一人称は「私」（アニメでは「あたし」も使用）。武器のデスサイズと人間の母親との間に産まれた。名前は稀に「摩訶」という表記もされる。生魚が苦手。好きな音楽のジャンルはトランス系だが、周りからは不評。死武専のパフスリーブの制服を好んで着ている。魔力の磁場の中でも魂の波長を感じ取れるほどの強い「魂感知能力」の持ち主。
学業においてはトップクラスの優等生であり、魂感知能力の高さや退魔の波長など職人として優れた部分も多いが、肝心の戦闘能力や身体能力は職人の中では低い方な上に、鎌を扱う技術も基本技を満足にこなせないなどと体術面ではかなり劣る。
アニメ版では武器である父親の血を受け継いでることから、本人に意識はなかったが部分的に武器化（鎌）した。
共鳴技
魔女狩り（まじょがり）
鎌職人伝統の大技。鎌の形は三日月になっている原作で明確な描写で「魔女狩り」を使っているのはマカとシュタインの2人だけ。派生技として「魔女狩り」を6の字を描くようにして放つ「6文字狩り」、アルファベットのUの字を描くようにして放つ「U字狩り」、チーム全員に攻撃を加えてしまうため、チーム戦には向いていない広範囲攻撃、退魔の波長を解き放つ「鎌威断ち」がある。
魔人狩り（まじんがり）
マカが狂気と戦う勇気を得て、自分の魂に目覚めた時に使えるようになった。鎌の形は「魔女狩り」の時と変わっている。直線的になり一撃の重みが上がった。これを使った技で一直線に振り下ろす「I文字狩り（いちもんじがり）」がある。
鬼神狩り（きしんがり）
月面戦争時、ソウルと黒血を以て強く共鳴した状態で放つ一撃。名の通り鬼神を討つための技。
アニメ版では、虹色のエフェクトで、死神様も使用できる物理技のような扱いになっている。
ソウル＝イーター
声 - 保志総一朗 / 内山昂輝
マカとペアを組む武器の少年。本体は大鎌。白っぽい髪（銀髪）に赤い瞳。マカより若干背が高い。両親については不明だが、ウェスという名の兄がいる。「ソウル＝イーター」は本名ではなく芸名。ファミリーネームは「エヴァンス」であることが判明しているが、ファミリーネームで呼ばれることを嫌がっている。魂が好物。
ピアニストとして腕を磨いていたが、兄・ウェスに音楽家として勝てないことを自覚し悩んでいたところで魔武器の力に目覚め、逃げるように死武専へと入学する。不良ぶっているもののそれなりに教養はある。ただし、成績は良くないため、超筆記試験でカンニングを画策したこともある。
シニカルな面もあるが、捨て身でマカを守ろうとするなどマカのことは自分以上に大切に思っている様子で、マカを守るためなら死をも恐れない強い覚悟がある。「魂感知能力」に長けているマカのおかげで、魂でピアノを弾くことによって共鳴している全員に互いの魂の波長を音で伝えることができる。
クロナとの戦いで魔剣に斬られ、黒血が体内に入り込んだことを切っ掛けに、ソウルの精神空間に狂気の象徴らしき「ダブルスーツを着た小鬼」が出現する「ブラックルーム」が現れた。何度も狂気に囚われそうになり黒血が促進しているが、その強靭な魂により理性を見失うことなく狂気の力だけを引き出すことができる。
ババ・ヤガーの城攻略作戦終了後にマカと共に再び魂集めに励み、アラクネの魂を食して9人目のデスサイズとなる。そして月面戦争を経て死武専と魔女が和解したことにより、魔女の魂を材料とするデスサイズは作成されないことになったため最後のデスサイズとなり、新たに死神となったキッドから死武専と魔女を繋ぐ誓いの証人「ラストデスサイズ」の称号を与えられる。同時に芸名を「ソウル"イーター"エヴァンス」と改名し、家柄もピアノも全て引きずって生きていく決心をした。
ブラック☆スター
声 - 小林由美子 / 同左
椿とペアを組む暗器職人。日系。13-14歳。殺しを生業とする一族「星族」の唯一の生き残り。
暗殺者とは思えないほど自己主張が強く、目立ちたがりでお調子者。だが死武専生の中でも実力はかなり高く、魂の波長のコントロールにも長けている。ただし、我侭な性格が災いして万年補習生徒。勉強は大の苦手で、超筆記試験では前日にテストの問題用紙を盗もうとしてシュタインに袋叩きにされたこともあった。
大の自信家で、ことある毎に「自分はビッグな男だ」と語り、小物扱いされることや自分より他人が目立つことを嫌う。体術を得意とし、魂の波長を相手に直接送り込むこともできる。自己中心的ではあるが、根は優しい。
自分自身に対して妄信的とも言えるほどの自信を抱いており、「神を超える」「最強になる」「武神になる」などの大言壮語とも取れる言葉を全て完全に実行しようと本気で考えている。そのための努力も惜しんでおらず、時には命にかかわる修行さえも進んでこなす。
共鳴技
罠☆スター（トラップ☆スター）
相手を捕獲するために使う共鳴技。相手を捕獲するため、汎用性が高い。
盾☆スター（シールド☆スター）
攻撃を防ぐための共鳴技。妖刀マサムネに取り憑かれたリョクの攻撃を防ぐために使った。
影☆星（かげ☆ぼし）
妖刀モードは常時共鳴状態となり、魂と肉体に禍々しい梵字のような模様が浮かぶ（椿も同様）。
影を椿が操り、立体となって敵に高速で斬りつける。相手を影で捕らえ、引き寄せて妖刀で切り裂く「影☆星 寄せ斬り」という技がある。
椿の実家での修行後は影☆星を多数の形に変形して制御することができるようになった。
影☆星壱ノ型「鏈黒」
影☆星の変形した形。巨大な鎖鎌の形状をしている。
その重量から強い攻撃を繰り出せるが少しスピードが落ちる。
影☆星弐ノ型「月夜葉」
影☆星の変形した形。手裏剣。
円の中に手を入れることで拳の力を上げることができ、魂の波長を込めずともクロナの黒血の鎧を破壊するほどの威力となる。また、回転させることで爆風やビームを遮断するなど守備にも長けている。
影☆星参ノ型「絶影」
影☆星の変形した形。クナイの形をしている。
使用者のスピードを限界まで高め、質量が宿るほどの残像を残せるようになる。
影☆星四ノ型「枝闇」
影☆星の変形した形。椿がブラック☆スターの姿になる。
今までの「変わり身」とは異なり、ブラック☆スターの魂の波長をもらうことにより、椿もある程度戦えるようになった。
影☆星零ノ型「正宗」
刀身が白くなった妖刀モード。
発動時には影が集まってブラック☆スターに巻きつき、マフラーのようになる。マフラーは妖刀モードの影のように操り、敵を斬ることもできる。
共鳴率を調整することで刀身の質量を操作することができる。
発狂
狂気を纏い、大幅にパワーアップする技。力の旧支配者によって習得。
衣装が真っ黒に染まり、ロングマフラーから複数の刀身を発現させることができる。
黒星☆零ノ型「正宗」伝授技「無限」
発狂時に使用可能。ロングマフラーから発現させた複数の刀身を自在に操る。刀身は正宗の動きに連動させることもできる。
中務 椿（なかつかさ つばき）
声 - 能登麻美子 / 名塚佳織
ブラック☆スターとペアを組む武器の少女で、本体は鎖鎌、手裏剣、忍者刀、煙球、変わり身の5種類に変化できる多変型高性能魔暗器。後に兄マサムネの魂を食べたことにより妖刀モードも加わり、さらに上位変換能力も獲得。長い黒髪をポニーテールにした日本人らしい外見をしており、容姿端麗。瞳は黒色。普段はおっとりした、柔和で優しい性格をしており、他の死武専生にも好かれている様子。しかし芯は強い。成績も優秀だが、ブラック☆スターに足を引っ張られる形で実践課題は落第寸前になっていた。
エイボンの書に潜入した際に異性への興味が強い一面が判明し、元の性別に戻るまで最も長い時間がかかった。
デス・ザ・キッド
声 - 本田貴子 / 宮野真守
二丁魔拳銃トンプソン姉妹とトリオを組む職人。身長158cm。向かって右側の前髪に白い三本線が入っている。うなじの所の髪がはねており、瞳は黄色。文武両道に長けた天才。血液型D（デス）型。
性格は極度の神経質であり、なんでも完璧にしないと気が済まず、身嗜みに三時間かけて遅刻をしたこともある。特に「シンメトリー（左右対称）」にはかなりうるさく、文字の形にもこだわる。敵に対しても “左右対称だから” という理由だけで攻撃しないほど。自分の髪の色が一部だけ違い、左右対称でないことをかなり気にしていて、そのことを他人に指摘されると途端に鬱になり死にたがる。かなりナイーブな面があり傷つきやすくヘタレ。口癖は「クソ、鬱だ、死のう」、「戯け」、「虚け（者）め」、「虫酸が走るわ」など。
戦闘時には二丁拳銃と死神戦法を組み合わせた戦闘法ガン=カタを操る。
実力は頭一つ抜けているが、細かいことにこだわる性格が戦闘や学力テストで足を引っ張ることも。
頭の三本線は「ザ ライン オブ サンズ」と呼ばれる（詳しいことは不明。上述のとおり、キッド本人はただの三本線だと思っていた）。ババ・ヤガーの城攻略作戦にて三本のうち一本を「BREW」の力で繋げることに成功、ノアとの戦いで2本目を繋げ、鬼神・阿修羅との最終決戦で三本全てが繋がり、死神として完全覚醒した。
ババ・ヤガーの城攻略作戦ではモスキートを撃退したが、モスキートを追って遭遇したノアの所持する「エイボンの書」に吸い込まれてしまい行動不能となってしまい、ノアのアジトではゴフェルの八つ当たり対象になっていた。その後「旧支配者（グレート・オールド・ワン）」の力で狂気に取り憑かれてしまうが、ブラック☆スターの説得により狂気を振り払う。
月面戦争では死武専の総力を挙げて阿修羅のいる月に向かうも、無限に増殖する道化師に苦戦を強いられたことにより、死神様から魔女たちによるソウルプロテクトを用いた狂気の供給妨害作戦を行うため魔女たちと交渉する任務を命じられる。魔女の死武専に対する深い恨みをその身に浴びながら、強い意志で未来を見据えた反論を毅然と返した結果、歴史上初めて死武専・魔女による共同作戦が行われることとなった。戦争終結後は父が死亡したことに伴い正式に死神に就任し、過去を乗り越え人と魔女とが手を取り歩む世界を創造していくことを宣言した。
共鳴技
死刑執行モード
魂の共鳴により2丁拳銃が変化した状態。この状態でノイズを安定させ、「デスキャノン」と呼ばれる技を放つ。また、ノイズは0.5パーセントや1.2パーセントなど低く、威力が高い。
DEATH EAGLE 42（デスイーグルフォーティートゥー）
BREWの力で「ザ ライン オブ サンズ」を一本繋げた状態で魂の共鳴をすることでリズとパティが撃ちだす弾丸を三十八魂径から四十二魂径に変形させる技。
「口径」ではなく、「魂径」となっている。
親の七光（ペアレンツ・セブンレイズ）
「ザ ライン オブ サンズ」を2本繋げた状態で魂の共鳴をすることで棺桶を5つ作り出しリズとパティとその棺桶すべてから攻撃する技。
キッド曰く「最初で最後の必殺技」らしい。
死神体術（ししんたいじゅつ）
罪の構え
近遠距離両方に対応でき、隙が少ない。
罰の構え
罪の構えよりディフェンシブな構え。
狂罪の構え
ザラインオブサンズの真ん中の線が一本つながり、罪よりも強い力を発する。
リズ / エリザベス・トンプソン
声 - 甲斐田裕子 / 渡辺明乃
キッドとトリオを組む武器。愛称はリズ。身長170cm。一人称は「私」（ドラマCD・特別社会科見学では一貫して「あたし」）。本体は妹のパティと2人で一対になる二丁魔拳銃で、使い手の魂の波長を圧縮して弾を放つことができる。二丁拳銃のため、使い手のキッドが不在でも戦うことは可能で、その際はパティと器用に交代しながら戦う。金髪美人であり、その容姿を利用することもしばしば。
とても妹思いでもあり、「パティなしの人生は考えられない」「あんた（パティ）ほどかわいい娘はいない」というほど。
よく落ち込んだキッドを励ましているが、ほとんどの場合効果は無い。
ツッコミ役が多く、普段は比較的まともな性格で暴走しがちな2人を抑えるブレーキ的役割も担っているが、ストリート育ちゆえか成績は悪い。妹のパティは平気だが、幽霊などの類は極端に苦手で、「乙女の格言」として「お化けに会うぐらいなら世界なんて滅んだっていい」という発言をし、パティに伝授した。
昔は街で人々を脅してカツアゲをし、「ブルックリンの悪魔」と恐れられた不良姉妹だったが、たまたまキッドをカツアゲしたのをきっかけに彼の元へ行くこととなった。そのことを本人は後悔しているような描写も見られるが、キッドのことは武器として友達として良きパートナー、仲間として接している。後の描写では、敵に追われていたところを二人の評判を聞いたキッドがスカウトしに現れたことになっており、微妙に設定が変化している。
ババ・ヤガーの城攻略作戦の終了後、パティと共に死武専若手精鋭部隊「スパルトイ」の一員となる。キッドは監禁されていて行動不能だが、パティがリズを使って射撃訓練をしたり、キリクの武器として作戦に同行するなど、状況に応じて行動している模様。
エイボンの書への侵入際に椿に次いで二番目に異性に興味があることが判明する（ブレアからすればドッコイドッコイとのこと）。
パティ / パトリシア・トンプソン
声 - 沢城みゆき / 高平成美
姉のリズと共にキッドとトリオを組む武器。愛称はパティ。身長160cm。無邪気で子供っぽい性格で、頭のネジが抜けたような突飛な行動に出ることが多い。黄色のクレヨンをよく使う。
姉とは異なり、怖いもの知らずのようで、相手にエグい暴言を吐くことも多い。
武器でありながら高い身体能力を持ち、職人相手の組手では5人抜きを達成した（不意打ちで勝ったブラック☆スター戦を含めると6人抜き）。単純な運動能力なら職人であるマカをも上回るといわれている。射撃の腕も姉より上である様子。
死武専の筆記試験でテスト用紙から立体的なキリンを作ったり、「鶴の一声」と呼ばれる暴言で落ち込んでいるキッドすら言うことを聞かせたり、とにかく計り知れないポテンシャルを持つ少女である。
ババ・ヤガーの城攻略作戦の終了後、死武専若手精鋭部隊「スパルトイ」の一員となる。

#### その他の生徒
オックス・フォード
声 - 吉野裕行
死武専の優等生である槍職人。通称「オックス君」。自称「知将雷王」。とても真面目で優等生気質な性格で、マカが魔人狩りを習得した際はメモまで取って話を聞いていた。
スキンヘッドだがもみ上げだけを立てたような独特のヘアスタイルをしている。なお、原作での初登場時においては、スキンヘッドではなく、雷をモチーフした髪形となっていた他、アニメでの初登場時には頭頂部に髪の毛が1本だけ残っており、それを筆記試験が終わる寸前にリズに引き抜かれている。
座学の成績は極めて優秀で、テストでマカと1位・2位の争いをしている。教室内ではガリ勉で知識一編倒らしく、武器なしのブラック☆スターに一撃で倒される場面もあったが、雷を武器とするためか屋外では獣の如き戦闘能力を示す。そのため一つ星職人の中でも実力は高い方で、魔道具「BREW」争奪戦に参戦した。
同級生であるキムに対し、人目もはばからず熱烈なラブコールを送っているが、彼の誇りでもある髪型はキムからは「キモい」と言われている。
かなり一途な性格で、キムが侮辱された時は普段の態度からは想像もできないほどいきり立って反論した。
ババ・ヤガーの城攻略作戦にも参戦し、狂気に侵されかけていたキムと交戦。「私は魔女、変わることはできない」と諦めかけていたキムに対し「（人は）変われますよ」と言い放ち、自らの誇りである2本の角を真っ二つに折ってしまった。作戦終了後、自らの言葉を体現するかのように今まで毎日剃り上げていた髪形をやめて普通の髪形となり（尖ったもみあげはそのままだが）、死武専若手精鋭部隊「スパルトイ」の一員となり、一つ星職人から二つ星職人に昇格した。
彼らの名前の由来はオックスフォード大学とハーバード大学から。
ハーバー・ド・エクレール
声 - 羽多野渉
オックスとペアを組む魔雷槍。職人なしでも放電などの雷の力を使うことが可能。常にバイザーを着用している。
初期の頃はオックスとウマの合う真面目な性格だったが、どんな理由があろうとも職人を守ることを第一に考えているようで、ババ・ヤガー城攻略戦では仲間であるキムが敵に回ったときも迷わず致命傷を与えたり、ファイアとサンダーが遊んでいた敵のぬいぐるみを目の前で一刺ししたりと冷徹な一面を見せるようになる。常にドライな性格のため、狂気を感じとることができない。
ババ・ヤガーの城攻略作戦の終了後、死武専若手精鋭部隊「スパルトイ」の一員となる。同時に一人称も「僕」から「俺」となり、バイザーではなくサングラスを着用するようになった。
キリク・ルング
声 - 鈴村健一
壺職人。双子の壺「ポット・オブ・ファイア」と「ポット・オブ・サンダー」を腕にグローブ形態で装備して戦う。黒人。「ビリビリ燃えて来たぜ」が口癖。
キッド、ブラック☆スターと共に死武専きっての武闘派と呼ばれ、ヒーロの聖剣騒動の時は3人で共闘した。実力は同年代の職人たちの中でもトップクラスで、魔道具「BREW」争奪戦にも参戦した。
ソウルとは音楽について共に語り合う仲であり、またブラック☆スターとも仲がよい（「ブラ☆スター」と呼んでいる）。打楽器が得意。一方で勉強は苦手で、成績もかなり悪く、頭脳戦は担当外と自認している。
ババ・ヤガーの城攻略作戦にも参戦し、オックス、キムと協力して魔道具の破壊にも成功した。作戦の終了後、死武専若手精鋭部隊「スパルトイ」の一員となり、一つ星職人から二つ星職人に昇格する。洞察力の高い魔道具兵によると「肌年齢13歳・ウエストサイズ65cm・体脂肪率10%」らしい。
武器の波長のリズムを感じ取りノッて扱える「万能職人（ユーティリィーマイスター）」であり、キッド不在時にはリズとパティを加えて4つの武器でメデューサの研究所の付近で戦っていた。
ポット・オブ・ファイア&ポット・オブ・サンダー
キリクとペアを組む双子の壺で、グローブのように装着して戦う。大地の祈祷師でもあり、自然の変化に敏感で自然の声が聞ける。双子なので顔は非常に似ているが、仕草や顔の色などが微妙に違う。
キリクと共にババ・ヤガーの城攻略作戦にも参戦し、作戦の終了後、死武専若手精鋭部隊「スパルトイ」のメンバーとなる。
メデューサの実験対象である「黒の道化師」との交戦の際、トンプソン姉妹やキムの助力により覚醒し、キリクと同じかそれ以上の年齢の姿を現した。これによりファイアは男性、サンダーは女性であることが分かるが、基本的には性別不明と記されている。ババ・ヤガーの城攻略戦においてキリクの上に二人が並列で立った状態で喧嘩を始めるなど性格は見た目そのまま幼い。しかしこの喧嘩が原因で魔道具兵が多数配置されている塔に魔道具兵と勘違いされて配置されたため（はたから見れば頭部を左右にバインバインと激しくヘッドバンギングしているように見えたのが原因）結果的には良い方向に転んだともいえる。
キム / キミアール・ディール
声 - 斎藤千和
角灯（ランプ）職人。身長154cm。オックスからの求愛に対して「お金持ちになったら」と言うなど、金にがめついところがあり、しばしば金に関することを口にする。ピンクブロンドの髪に緑の瞳。オックス以外の男性からも「かわいい」と言われるほどの美少女。
オックス、キリクとチームを組んでおり、彼らと共に魔道具「BREW」争奪戦にも参戦した。
実は職人であると同時に魔女。再生を司る動物である狸の魔女で、致命傷になりうる傷でも再生魔法で瞬時に治癒することができる。魔法を使うときの呪文は「タヌンクーン ラクーンクーン ポーンポーン ポンキタヌ」。本来魔女は「大いなる魔力の導き」である破壊本能に生きる存在であるが、彼女の魔法は破壊の対極の力であるために同じ魔女たちから孤立しており、肩身が狭い思いをしていた。そのため死武専に潜み、そのまま職人として生きることを望んでいた。
しかしメデューサの密告により正体を知られ逃亡、モスキートによりアラクノフォビアに招かれ道徳操作機で冷酷な性格に変えられてしまう。ババ・ヤガーの城攻略作戦ではオックスと戦うことになり、自分を攻撃できない彼を追い詰めるが、彼の言葉により正気を取り戻す。
その後死武専に復帰し、死武専若手精鋭部隊「スパルトイ」の一員となり、一つ星職人から二つ星職人に昇格する。魔女の能力を駆使した後方支援が主な仕事である。
名前の由来はロックバンド・ピクシーズの女性ベーシスト、キム・ディールから。
アニメ版では正体が魔女という設定がオミットされているが、外伝『ソウルイーターノット!』のアニメ版では原作同様魔女であると明言されている。
ジャクリーン・オー・ランタン・デュプレ
声 - 沖佳苗
キムとペアを組む魔角灯。人間形態でも炎を放つことができる。危険を感じた際は、相手が触れてきた体の部位を炎に変化させて身を守ることもある。武器形態時には取っ手を長くし、職人を魔女の箒のように乗せて飛行するPIXYモードが可能。長い黒髪に黒い目。親しい友人からはジャッキーと呼ばれる。
キムとは死武専入学後からの付き合いだが、彼女の魔女という秘密を知った上でパートナーとなり、常に傍で支えている。アラクノフォビアではキムに乱暴を働く敵の要員に憤怒して反撃しようとしたが、モスキートによって抑え込まれ、キムと同様に道徳操作機で冷酷な性格に変えられる。潜入してきたハーバーと戦い敗れ、再度道徳操作機にかけられ正気に戻った。
ババ・ヤガーの城攻略作戦の終了後、死武専若手精鋭部隊「スパルトイ」の一員となる。
ヒーロ / ヒーロ・ザ・ブレイブ
声 - 下野紘
死武専のヘッポコ職人。金髪にエメラルドグリーンの瞳。
ブラック☆スターの技の練習台や、キムやジャクリーンなどの女生徒を含む多数の生徒にパシリをやらされていて、これ以上馬鹿にされないように聖剣エクスカリバーのパートナーになる。聖剣の提示する5時間に及ぶ朗読会を始めとする「職人になるための1000の項目」も余裕でこなし、無敵の力を得てから生徒たちに決闘やのぞきなどの復讐を行った。
一日の9割をウザい聖剣の支配下に置かれてもケロリとしている精神力が評価され、一時は職員会議で一つ星から三つ星への二階級特進も考えられていたが、聖剣がくしゃみを連続ですることに対し彼の死を願うほどの反発を覚え辞退するという常人とはかけ離れた異常な感覚を持っており、ブラック☆スターによると「逆フェチ」。力を得たことで調子に乗っていたため、以後パシリ扱いがより強力になり、迫害に等しい仕打ちを耐える日々に自ら戻ることとなった。アニメでは努力をしてみようとする姿勢が見える描写がある。
マカによると「普通の学校ならもてそう」なのだが、ヒーロ自身のルックスがいい方なのかは不明。超・筆記試験で130人中83位と成績は中の下。

#### 死神様とデスサイズ
死神様（しにがみさま）
声 - 大林隆介 / 小山力也
死武専の長である人物で、その名の通り死神。デス・ザ・キッドの父親。その魂はデスシティー1つを覆い尽くすほど巨大で、凄まじい力を持つ。かつて、狂気に走り鬼神となった阿修羅を封印した。鬼神を抑えるためにその身と魂をデスシティーの地に固定しており、封印が解けて鬼神が逃亡した後もデスシティーを出ることができない。
昔はかなり怖かったらしく、着けている仮面もいかにも“死神”というような恐さだったが、子供に泣かれるので今の仮面に変えたとのこと。今では性格・口調はともにかなり軽くなったが、キレると昔通りの口調に戻り、かなり怖い。テキトーなノリだが、死武専の子供たちを見守る目は温かい。本名は不明。
この世界の人間や武器たちの中には彼のことを神や秩序として見る者が多く、ある種の絶対者であることが分かる。デスサイズが出張していて手元に無い場合が多く、その場合素手での「脳天直撃死神チョップ」を得意とし、素手でも阿修羅と互角に戦えるほど強い。
ババ・ヤガーの城攻略作戦の終了後、死武専若手精鋭部隊「スパルトイ」を設立する。
上記のように絶対的な神のように扱われることが多いが、本人は自身の息子に対して「そんなことはない」と言っていた。また、仮面の下の素顔も本人によると「別に普通」らしい。
その正体は旧支配者の一人で、「規律」の旧支配者。阿修羅を自身の「恐怖」を全て分け与えた断片として生み出し、ともに規律を築いていこうとしていた。それが結果として最悪の事態を招いてしまったため、のちにキッドを「人間のように学び成長する」断片として生み、自分の後継の死神たらんと教育していく。その後、キッドが月面戦争の阿修羅との最終決戦において死神として完全に覚醒するのに伴い死亡。同じ旧支配者であるエクスカリバーにキッドたちを見守ることを託した。エクスカリバーは死神の死亡をして「旧支配者が消え、これからは人々が世界を築いていく時代だ」と指した。
旧支配者の力として、世界中のあらゆる人間の感情を封じ込め機械のように律することができる「規律の狂気」を操ることができた。これによって阿修羅の狂気に対抗することはできたのだが、人間たちが阿修羅の狂気にあてられても屈することはないと信じていたため最期までその力を使うことはなく、その意志は死神として完全覚醒したキッドにも受け継がれることとなる。
デスサイズ / スピリット＝アルバーン
声 - 平田広明 / 大川透
デスサイズスの1人で、北アメリカ担当。シュタインやマカの母親とペアを組んでいた武器。本体は鎌であり、デスサイズの中で厳密な意味でこの称号を名乗れるのは彼だけ。普段からデス・シティーに留まるデスサイズである。
マカの父親だが、現在はマカの母親と離婚してしまい親権は持っていない。マカを溺愛しているが、頻繁にキャバクラに通うなど、超が付くほどの女好きのせいで妻はおろか、娘であるマカにも毛嫌いされている（本人は「ママとマカを一番に愛している」と言っているが）。実際にソウルがブレアに寝返ったように見えて、マカが孤立しているときにブレアの美貌だけに目がいっているなど、父親として難のある性格である。
シュタインとは先輩後輩としてドツきあう仲であるが、後述の人体実験の件で彼はシュタインのことを苦手としている。危険な傾向を持っていたシュタインを先輩として導き、それなりに慕われてこそいたのだが、当の本人には寝ている間こっそりと毎夜5年も人体実験を行われていた。赤毛に瞳は緑か水色。
武器としても非常に強力で、黒血で硬質化しているクロナの体を易々と貫き、ラグナロクの振動剣も難なく防いだ。自身を使う職人の波長を読み取りコントロールし、その長所を伸ばすのが得意。これにより、未熟な職人が扱っても一線級の戦いができる。
アニメ版では死神様との魂の共鳴により、「鬼神狩り」が使える。
漫画版ではデスサイズの本名は「スピリット」としか出ていないが、アニメ版では「スピリット＝アルバーン」となっている。
マリー・ミョルニル
声 - 本多知恵子
デスサイズスの1人で、オセアニア担当。左目に雷のようなマークがついた眼帯をしている。長いウエーブがかかった金髪に黄色い目。一人称は「私」（アニメでは「あたし」とも言っている）。
本体は小型の槌で、戦闘時はそこからさらにトンファーに変形する。「魔槌（まっつい）ミョルニル」と呼ばれる。職人の運動神経に電気を送り運動能力を飛躍的に高める超神経「雷綱（イズナ）」という能力を持つ。
死神様の命令で死武専に戻ってきた。一応癒し系ではあるのだが、気の毒なくらいに男運が無い。その理由は、尽くしすぎる性格に付き合った男たちが皆引いてきたから。
シュタインらと共にノアのアジトに踏み込むが、不意打ちに合い、重傷を負う。
初恋の人はシュタイン。シュタインがB・J殺害の容疑を掛けられた際は、彼と共に死武専を出て、事件の真相を追うことになる。シュタインと共に真犯人であるジャスティンと一戦交えたが取り逃がしてしまった。その後、死武専に復帰する。
単行本第7巻で梓がミョルニルを「粉砕するもの」と言っていたが、その名の通り便器を粉砕していた。そのため、梓から「あなたはまだまだ現役です」と言われている。
原作に先駆け、アニメ版第45話で本体がトンファーと判明（アニメ版と原作では形状が異なる）。職人がいなくても、戦闘能力は高いと見られる。アニメ版では「癒しの波長」 なる不思議な光を放つことができる。
最終話にて妊娠が発覚。シュタインの子を身ごもっていたようである。
弓 梓（ゆみ あずさ）
声 - ゆかな
デスサイズスの1人で、黒髪にメガネのアジアンビューティー。本体は弩。とてもまじめな性格から、あだ名は「キング・オブ・委員長」。
狙撃を得意とし、10キロメートル以内なら1ミリメートル以内の誤差で狙撃することが可能。また、「千里眼」という共鳴技で広範囲を索敵することも可能とする。
東アジア担当だったが、マリーの代わりにオセアニア担当も兼任することになった。マリーによく男関連の話題を持ちかけられるが適当に流している。
テスカ・トリポカ
デスサイズスの1人で、南アメリカ担当。本体は鏡。武器化した際は職人である猿里華の右足に装着される。
常にクマのかぶり物をかぶっており、表情が読めない。陽気な性格で、猿里華の話す言葉を理解することができ、猿里華の話に大笑いしていることが多い。
他人の魂を鏡である本体に写し取る「死を誘う者（ドッペルゲンガー）」。
シュタインらと共にノア一味のアジトに踏み込むが、ノアの魔法で不意討ちを受け死亡。したかに見えたが、しかしそれは阿修羅を追うために用意した身代わりであった。ノア一味壊滅後は「変装」と称しネズミの被り物をかぶっている。その後、今度はジャガーの被り物をかぶってジャスティンと戦うが、完全武器化したジャスティンに首を切り落とされ、死亡。したかに見えたが、ジャスティンの追跡中に知った鬼神の居場所を死武専に伝えるために魂を鏡に映して逃げていた。
魔武器としての大技に「太陽光熱線（ソーラーレイ）」がある。太陽光を鏡で集中させて発射する技で、完全武器化したジャスティンをして「日中のテスカ・トリポカは危ない」と言わしめるほど（実際にかすめただけでジャスティンの顔半分が消し飛んだ）。なおこの技はテスカ・トリポカ単独で放っており、職人との魂の共鳴が必要な技ではない模様。
ジャスティン＝ロウ
デスサイズスの1人で、西ヨーロッパ担当。後に離反。
詳細は「#ジャスティン＝ロウ」を参照。
ツァーリ・プーシュカ
デスサイズスの1人で、東ヨーロッパ担当。本体は砲弾。マカと同じ退魔の波長を持つ。職人フョードルとともに、クロナと戦うも、黒血に飲み込まれたことで黒血の塊と化し、フョードルとともに事実上の死亡とされた。
ジン・ガラン
デスサイズスの1人で、西アジア担当。本体はランプ。道化師たちとの月面戦争でキッドが魔女との交渉をしている間、シュタインたちとともに戦線を支えた。
デング・ディンガ
デスサイズスの1人で、アフリカ担当。本体は斧。道化師たちとの月面戦争でキッドが魔女との交渉をしている間、シュタインたちとともに戦線を支えた。

#### 職員
フランケン・シュタイン
声 - 宮本充 / 内田夕夜（幼少期 - 半場友恵）
マカの父・スピリット（現デスサイズ）とペアを組んでいた「職人」。デスサイズのことは「先輩」と呼んでいる。デスシティーの外れに「ツギハギ研究所」なる自分の研究所がある。
死武専の卒業生の中でも最強の職人と称されるほどの天才であり、「博士」と呼ばれることも多い。魂の波長を相手に送り込む能力に長け、武器無しの格闘でもかなりの戦闘能力を持ち、良い印象を抱いていないデスサイズをして「センス・実力なら、かみさん（マカの母）より上」と評された。また観察・対応力に優れており、好奇心が少しでもあればどんな武器でも扱えてしまう。ただし、凄まじいまでの変人であり、サディストで快楽主義者かつマッドサイエンティストで、「ヘラヘラ」と笑っていることが多い。
椅子に座ったまま移動し、躓いて転ぶなど惚けた面があるが、メデューサの正体にいち早く気付くなど、頭の切れもかなりのもの。教育者としても優れており、性格に難がありながら生徒には非常に慕われている。
白い髪にくわえタバコ、つぎはぎ白衣に、顔には手術痕のような傷、おまけに頭にはネジが刺さっているというフランケンシュタインの怪物のような男で、自らの体を使って実験をすることすらある実験狂。デスサイズ（スピリット）と組んでいた時には、5年間、毎夜彼の身体を使って人体実験をしていた（デスサイズ自身は自分が実験材料にされていることに全く気づいていなかった）。マカと初めて会った時には「研究材料を奪った女の娘」と口にした。
前述した内容のように反秩序側の要素を数多く持った人間でありメデューサやジャスティンから勧誘などされているが、そんな行く末が分からない自分に対して抱いている恐怖心がストッパーとなっておりエゴのない神の秩序を必要としていたため、ジャスティンと異なり死武専から寝返ることは一度もなかった。
B・Jが殺害された際、シュタインに殺害容疑がかかり、スピリットと死人に一度は逮捕状を突きつけられる。しかし彼らの計らいでマリーと共にB・Jを殺した犯人の捜索を開始。真犯人がジャスティンであることを突き止め、マリーと共に彼と一戦交える。ジャスティンが魔道具を利用し逃走したため取り逃がしてしまうが、無事死武専に復帰した。死武専若手精鋭部隊を「スパルトイ」と命名したのは彼。劇中の描写から、狂気を完全に克服はしていないようである。
月面戦争ではジャスティンと戦闘。狂気のリミッターを外しジャスティンを粉砕する。その際、目から狂気が溢れ出し、体格が著しく細く変化した。
アニメではB・Jは殺害されておらず、狂気の影響かシュタインは自らの意思で死武専から脱走し、メデューサ陣営に寝返った。しかし、マリーの力によって正気を取り戻し、マカと協力してメデューサを倒している。
共鳴技
魔女狩り
鎌職人伝統の大技。マカの魔女狩りとは異なり、三角形の形をしている。
魂糸縫合
相手に自らの魂の波長を打ち込み、打ち込んだ波長をコントロールし糸のようにして縫い付けることで相手の身体の一部を封じる。
魂糸拡散縫合
魂糸縫合の応用技、相手の全神経を糸で封じる。しかし、膨大な波長コントロールのため自分自身も動けなくなる。
実験霊体
霊体を具現化させ攻撃を防ぐことが可能。
死人・バレット（シド・バレッド）
声 - 赤城進 / 木村雅史
ナイグスとペアを組むナイフ職人で、渋くて堅気な性格の死武専教職員。身長196cm。青い肌のドレッドヘア。過去、眉間に自由の女神が刺さり死亡、後にシュタインによってゾンビとして蘇ったが、眉間の穴はそのまま。（生前から）帽子や額当てを着けていることが多く、普段は見えない。この事件は現在「眉間に女神事件」と呼ばれており、詳細は外伝『ソウルイーターノット!』で描かれている。
生前の自分をさして「俺は……そんな男だった」と誇ることが多いが、自分の流儀に合わないことをした場合には「それも生前の話だ」とごまかす発言もあった。補修授業でマカたちと戦った際は自らの墓を武器とした。
職人としての最高ランクである三つ星職人で、職人としての腕前は高く、ナイフを使わずともマカたちを圧倒するほどで、ミフネとも互角の戦いを演じた。潜入や暗殺術に長けており、地面に潜ることもできる。
最近ゾンビとの接し方が分からない生徒が多いらしく、そのせいで落ち込んでいる節がある。
アニメでは初登場時に生前の姿が描かれている。原作第一話の回想やアニメでは肌が白いが、星族殲滅戦の回想シーンでは肌が黒で描かれており、多少設定が変わっている。
共鳴技
強制土葬
複数の対象の足元に底の無い棺桶を出現させ、床などを透過して落とす共鳴技。フリーの空間魔法からマカ、ソウル、ブラック☆スター、椿、キッド、トンプソン姉妹、シュタインを逃がすために使った。
千里眼
梓が持つ遠距離共鳴で可能な共鳴技。無線機などの機械類を通して、共鳴している相手の半径50メートルの空間を認識することができる。
ミーラ・ナイグス
声 - 野田順子
シドと組んでいる武器で本体はナイフ。アフリカ系の女性で、ミイラのように体全身に包帯を巻いているが、常に巻いているわけではなく、授業時に解いていたこともある。シドとはとても信頼し合い息の合った良いパートナー。
普通の教員だが、メデューサが消えた後は死武専の臨時保健医を担当。人間形態であることが多く、死人と同じく爆破やブービートラップのエキスパート。死人と魂の共鳴で「強制土葬」という技が使える。
普段はとてもクールで表情の変化も無いに等しいが、とても生徒思いでそれを第一に考えており、生徒を犯罪者扱いした二つ星職人に激昂するなど、生徒への思いやりも厚い。
B・J（ブッ叩き・ジョー）
声 - 斧アツシ
死武専内部調査官。元は職人だったらしい。死武専内部の裏切り者を炙り出す場合にのみ死神様に招集される。よって、職員や生徒に「死神様に疑われている」と伝わると死武専全体の士気が落ちるため非常勤で、普段は出てこない。
シュタインが狂気に飲み込まれつつあることを死神様が疑問に思ったことで召集を受け、ロスト島の戦いに関わった教師やデスサイズスの取調べを行った。魂の波長の微妙な揺れを感じ取ることができ、相手の胸に手を押し当てるだけで相手が嘘をついているかどうか分かる。彼は密通者のことを「モグラ」と呼称していることがその名の由来である。
マリーの元彼氏で、彼女と別れた理由は魂の波長を感じ取る能力がだんだん強くなり、最終的にはすべてを見透かしてしまうのではないかということを恐れたため。
マリーと予約したレストランへ向かう途中、彼の魂感知能力を危険視したジャスティンによって殺害される。なお、殺される少し前に、魔女のソウルプロテクトを破る「超・魂感知能力」に目覚めた。その際、7人の魔女の存在を感じ、後にB・Jの死の前後をその目で見たメデューサによって暴かれた。また、その後にデスシティーに渦巻く狂気の波長も感じ、世界の黒さに恐怖を感じていた。
アニメ版では設定が大幅に変更されており、最後まで存命している。

#### その他（死武専）
以下の2人は外伝『ソウルイーターノット!』からの登場。
星☆茜（ほし あかね）
死武専中央情報局所属。クレイのパートナー。月への鬼神討伐作戦に参加する。
クレイ・サイズモア
魔大剣であり茜のパートナー。茜と同じく死武専中央情報局所属。茜と同じく鬼神討伐作戦に参加する。

### 魔女
魔女と死神は遥か昔より抗争を繰り広げていた。放埓を楽しみとしてきた彼女らと秩序の体現者である死神は相容れなかった。魔女たちは魔女の女王「魔婆様」のもとで、定期的にミサを開くなどしているが統制は緩く、ある程度は放任されている。
魔婆様
声 - 片岡富枝
大魔女であり魔女の女王。服のあちこちに安全ピンのようなピンが付いている。
200年前フリーに左眼の魔眼を奪い取られた。
フリーが魔眼を奪うことにより彼女と同じ空間操作魔法を使えるようになっていることから、その魔力の源が魔眼にあるようである。しかし隻眼ながらも、その空間操作の精度はフリーが驚嘆するほど。
月面戦争時にはキッドや死武専側の魔女たちの必死の懇願に長年の軋轢を乗り越えて応じ、ソウルプロテクトを用いた狂気の供給の妨害作戦に参加。さらに最終局面で黒血に取り込まれそうになるデスサイズたちを救出、その後も死武専と魔女の関係の良化には協力的なようである。
話す言葉は基本的に「にゃむ」のみ（最終話で「にゃむっ♪」というセリフもある）。周囲の者はそのセリフの際の表情などから魔婆の意思を読み取る。

#### メデューサ一派
メデューサ・ゴーゴン
声 - 桑島法子
死武専に保健医として潜り込んでいた蛇の魔女。作者によると「髪型は保険医の時は右巻きで魔女の時は左巻き」である。クロナの実母で、クロナに黒血の武器ラグナロクを埋め込んだ張本人。
魔法を使う時の呪文は「ネークスネーク コブラコブブラ」。矢印型の矢、「ベクトルアロー」や、上に乗ったものを矢印の方向に吹き飛ばす「ベクトルプレート」などを得意とし、近接しての格闘戦にも特化するなど魔女の中では屈指の力を持っていた。
自分と同じタイプの研究者であるシュタインを仲間に誘うなどしていた。初代鬼神復活を企て成功。その際シュタインとの激闘の末に敗れ魂ごと消滅したかに見えたが、自分の体内で飼っていた蛇の中で魂を再構築し、少女レイチェル（後述）の体を乗っ取り復活した。
狡猾な策士家タイプだが「自らの目で見た物しか真実にできない」と言うように、リーダーでありながら死武専でのスパイ活動や最前線での足止めなどの危険な任務は自ら引き受ける。復活後はより策略家の側面を強め、アラクノフォビアと死武専を陰ながら出し抜き続けており、ロスト島における両者の対決を裏で操り本物の「BREW」を手に入れることに成功する。
その後は死武専に協力する姿勢を見せる。次いでアラクネが根城とするババ・ヤガー城攻略の指揮権を獲得し、マカと共にアラクネと交戦。マカがアラクネを倒したのを確認すると、棄てられたアラクネの身体を乗っ取ることで一連の行動の真の目的であった完全復活を果たし逃亡。そしてクロナの記憶を奪い、さらに道化師を造り出しクロナの黒血と融合させるなど、さらなる暗躍を続ける。
黒血の実験の一環として、クロナに死武専東ヨーロッパ支部を襲撃させる。その際、完璧に呼吸のあった職人とペアを組むデスサイズスを圧倒し、さらにウクライナにおいて街一つをまるごと覆うほどの黒血による狂気を見て実験が最終段階に至ったことを確信。ただでさえ精神的に不安定であったクロナに、それまでとは正反対の優しく暖かい「母親らしい」言葉をかけることでクロナの精神を揺さぶり、「最後の拠り所」である母親、すなわち自分を殺害するよう仕向ける。事切れる瞬間に黒血の完成を確認して狂喜、その最期の言葉は「大好きよクロナ」であった。
ベクトルアロー
黒い矢印のような物を刃にして大量攻撃する。
ベクトルプレート
矢印に乗った物をその方向へ吹き飛ばす。
ベクトルストーム
矢印を自分の周りに巻きつけて身を守る。
ベクトルブレード
矢印を剣にして持って攻撃する。
ベクトルブースト
矢印の方向にかかる力を2倍にする。
クロナ
声 - 坂本真綾
メデューサの子供。実母メデューサに全身の血をラグナロクが溶かされた黒血と入れ替えられたために、武器であるラグナロクを体内に持つ職人。一人称は僕。中性的な容姿と服装から性別は不明。「魔剣」とも呼ばれる。
口癖は「合点了解です」（メデューサから命令を受けるとこう返す）と「……との接し方がわからないよ」。後者の口癖通り、内向的で閉鎖的な極度の人見知り。主にラグナロクの虐めなどで自らのストレスが頂点に達すると急に口調が荒む。
母による虐待的洗脳で幼少の頃から愛に飢えた人生を送っていたが、マカとの戦いで孤独と狂気に染まっていた精神が安定した。死武専に体験入学した際、マカに勧められて書いた詩はブラック☆スターでさえ暗くなる威力。
マリーにも少なからず好意を持っているようだが、ゾンビとの接し方が分からないため、死人は苦手。
マカと仲間たちの温かな励ましで友達意識が生まれ、素直になり笑顔も見せ始めたが、メデューサが接触したことにより、無理矢理スパイ行為をさせられることになった後、行方不明になる。マリーに盗聴器を飲ませた後は罪悪感で人知れず涙を流していた。メデューサはアラクノフォビアに捕まっていると言っていたが、実際はメデューサに連れ戻されていた。メデューサに記憶を操作され、マカを始めとする記憶を全て消されてしまい、性格も以前に増して狂気的となっている。
メデューサの実験として、メデューサを捜索していたブラック☆スター組と交戦する。
その後、メデューサの命令で死武専東ヨーロッパ支部を襲撃、ツァーリとフョードルおよびウクライナの街を黒球に変える。襲撃後メデューサの元へ戻るクロナだったが、メデューサに優しい言葉をかけられたことによって「自分だけずるいよ、僕に捨てさせた愛情とやらをまだ持ってるんだもん」「あんたの言われた通りに全てを捨てたんだぞ」と逆上、メデューサを滅多刺しにして殺害してしまう。これにより、狂気に完全に取り込まれることを防いでいた最後の拠り所であった母親を失うこととなり、黒血はメデューサの言う「完成」を見ることになる。
上記死武専東ヨーロッパ支部襲撃の件およびウクライナの街襲撃の件により死神様のリストに加えられ処刑対象となり、さらにその処刑命令はスパルトイに下された。そしてサンタ・マリオ・ノヴェラ教会でマカと再会。マカの必死の説得ももはや意味を成さず、鬼神を取り込むため月に向かう。
そして月面戦争終盤に参加。ノアと交戦中のスキをついて阿修羅を取り込み、メデューサの狙い通り鬼神として完成する。しかし狂気そのものである阿修羅を取り込みきれず、逆に中に取り込まれてしまう。阿修羅の中で、何もかも失い、捨てながらもマカにもう一度会いたいと願う自身とその執着心を嫌悪していたが、黒血を利用して阿修羅の内部に入り込んだマカに「それは人を信じてるということ」と看破され、マカだけは信じることができる自分に気がつく。そして、マカを信じるならばマカが信じる人たちを信じることもできるということに気がつき自信を取り戻す。自身の黒血とBREWを使って、阿修羅もエイボンの書も書に封印されている「力」の旧支配者もまとめて封印する案を提唱、黒血が月をまるごと覆いクロナも封印されることとなる。しかしマカを信じ抜いたクロナに封印されることへの恐怖はなく最期に考えたことは「また会おうねマカ」であった。
悲鳴共鳴
スクリーチα
ラグナロクとの悲鳴共鳴で遠距離攻撃を仕掛ける技。
スクリーチβ
自分の上方に向かって飛び出すスクリーチα
スクリーチγ
魔剣にスクリーチαを帯刀させる。そのままそれで攻撃する。
スクリーチδ
自分の周囲を取り囲む範囲攻撃型スクリーチα。複数召喚可能
ブラッディー・ニードル
クロナから出た黒血を針のようにして攻撃する技。
ブラッディースライサー
クロナから出た黒血を刃のようにして攻撃する技。
ブラッディーコート
クロナから出た黒血を盾のようにして身を守る技。
ブラッディランス
クロナから出た黒血を巨大な円錐状にして相手に飛ばす技。
狂血（きょうけつ）
クロナから出た黒血で相手を飲み込む技。飲まれた相手は狂気を飲み込み、狂気に溶け、狂気で球状に固まる。
ツァーリとフョードルを事実上殺害したのはこの技。造られた球からは高濃度の狂気を発する。このことはメデューサにも予想外だったらしい。
ラグナロク
声 - 姫野惠二
クロナとペアを組み、その体内に黒血として潜む武器で、本体は両手持ちの柄に両刃の黒刀。アニメではフェンシングのように片手持ちで扱われている。口が無いように見えるが、顔の下の方に大きな口がある。
意地が悪く捻くれた性格だが、一応クロナの言うことを聞く一面もある。口調はかなり下品で、クロナがその意味を理解できないほど。クロナの背中から出てきていることが多く、竜のような姿に変わり飛行することもできる。
クロナと共に死武専に保護された際は死神様に今まで奪ってきた魂を没収されたため体が縮み、刀身も細くなった。そのせいかクロナへの虐めが多少ライトとなり、落ち着くようになった。
誰の味方もするつもりも無いようだが、どうしても素直になれない面もうかがえる。また、マカに飴をやると言われて急に協力的になったことから、甘い物好きのようである。
悲鳴を上げて、その振動で振動剣のように刀身を震わせることもできる。
フリー（魔眼の狼男）
声 - 西凜太朗
大魔女「魔婆様」の左目、魔眼を奪い取り200年間投獄されていた狼男。「伝説の狼男」として本にも載っているらしい。投獄の際に名前を奪われたらしく、「フリー」と名乗る前はエルカたちから「魔眼」と呼ばれていた。現在の名は自らを持って自由の身であるという意味を込め名乗ったものである。口癖は「ああ！ ……さ!!」。ドジを踏みやすい性格。
その肉体は不死身かつ強靭。退魔の波長以外では体を斬られても貫かれてもすぐに修復される。人型から狼男に変身でき、魔眼による魔力で強大な氷の魔法と空間魔法を操る。魔法を使う時の呪文は「ウールッフウルブス ウルフウルブス」。身体能力がかなり高く、近距離戦に於いては「闘狼拳（とうろうけん）」という格闘技を使う。
昔見た映画の影響でスプーンを使って脱獄するのに憧れ、本当は逃げ切れたにもかかわらずわざわざ捕まったが、食事がすべて箸だったため失敗。
義理堅い性格で、死神とその法を嫌い、脱獄の手助けの礼もあってメデューサに協力している。
なお、エルカたちと同様彼もまたアラクノフォビアに潜入しているが、他のメンバーたちと違い外部での作戦には同行していない。魔道具『錠前』を破壊する際にはまたドジを踏み、キッドのいる8番塔に到着。モスキート撃破のため共闘し、隙をついて魔道具の破壊に成功した。
魔女との交渉のために死武専に捕縛される。ソウルプロテクトによる狂気の供給妨害作戦には魔婆様とともに空間操作魔法を行う役として参加。その後も魔女と共に人間と共存の道を歩んでいるようだが、魔婆様から奪った左目は返却していないようである。
エルカ＝フロッグ
声 - 福圓美里
カエルの魔女。カエルに変身する能力を持っており、デス・シティーに潜入した際にはこの姿でいることが多かった。
メデューサを潰そうとして返り討ちに遇い、体内に彼女の号令一つで宿し主を裂き殺す蛇を何匹も入れられ、脅されてやむを得ず協力している。だが破壊行動は好きなので、やや協力的な姿勢も見せ、メデューサの事も一応尊敬している様子。
オタマジャクシ型の爆弾「おたまボム」や、乗って移動もできる巨大なおたまじゃくし「オタマ＝ジャクソン」を使う。「おたまボム」は出来立てだと威力が低いらしい。
魔法を使うときの呪文は「カエロッグフロエル ゲコエルフロッグ」。変身魔法、高度な演算魔法を使えることから魔女の中でも上級と推測される。強力な空間操作魔法を扱えるも、その制御が苦手なフリーとは好相性。
魔女との交渉のために死武専に捕縛された。ソウルプロテクトによる狂気の供給妨害作戦には、演算魔法により魔婆様とフリーの空間操作を補助する役として参加。さらにその後の阿修羅との戦いで魔女と死武専が個人として協力して戦う様を誰よりも早く見せることとなる。
ミズネ
声 - 牧口真幸
ネズミの魔女で姉妹の総称でもある。
かつては6人姉妹だったが、長女はメデューサによって殺害される。その後メデューサが妹たちを協力させるべく、長女を殺したのは死武専であるとエルカに吹き込ませ、それ以来真実を知らずに協力し続けている。
単独では小柄な容姿かつ「チチチ」としかしゃべらないが、姉妹が合体することでかなりの美女に変身し、まともにしゃべることも可能となる。その姿は合体数によって変わる。ブレアと対峙した際は猫とネズミによる、キャットファイトよろしく女の戦いを繰り広げていた。合体前の形態では、ビーム髭が攻撃手段。さらに、姉妹一人一人がネズミに変身することもできる。
変身魔法を使えることから、魔女の中でも上級と推測される。
黒の道化師
メデューサによって、鬼神と魂の共鳴をさせ鬼神を手に入れることを目的に創られた道化師。ボル7工場の道化師とは異なり、純道化師ではない。
狂気感染能力（ただし、純道化師に比べると弱い）や戦闘、黒血硬化の能力を兼ね備えており、またそれらの実験体である。クロナのように流血した黒血を武器にすることもできる。
アフリカ中部の街から帰還していたキリクたちの前に出現し、交戦。結果的にキリクの共鳴連鎖によって倒されたが、キリクの瞬間最大火力に耐えられる実験結果を残すことになる。

### アラクノフォビア
死神に敗北したアラクネが自身のネットワークを駆使して結成した死武専を倒すための強大な組織。組織図によれば基本的にはアラクネを中心に「諜報部」、「職人改造部」、「武器調達部」、「破壊工作部」、「突激研究部」、「アラクネ親衛隊」、「電動愛好部」の7つの部署の存在が確認されている。拠点はババ・ヤガーという城。
アラクネ・ゴーゴン
声 - 根谷美智子
蜘蛛の魔女。ゴーゴン三姉妹の長女でメデューサの姉。姉妹仲は悪い。
変身能力を持つ魔女の魂を使って最初に魔武器を作り出した、いわば魔武器の母。そのため、魔女からも裏切り者として両陣営から追われていた。800年前に死神から身を隠すため自分の体を蜘蛛にしバラバラにして行方をくらます。
本体の魂こそ、協力者である里のゴーレムの中に残していたが、体である蜘蛛は全世界に散っており、それ自体が強力な情報網となっていた。800年かけて死武専に対抗しうる組織アラクノフォビアを密かに創り上げ、身体である蜘蛛を集結させ復活する。
肉体を棄て自分自身を狂気そのものと化し、鬼神である阿修羅を取り込もうと企んでいたが阻止され、肉体を棄てたことにより攻撃力が不足し、死亡した。
モスキート
声 - 稲垣隆史
アラクネの執事で、アラクノフォビアの大幹部。800年以上前からアラクネに仕えている。
山奥にレッドカーペットを敷き、最高級のリムジンでアラクネを迎えに来たが、ギリコによって屋根の部分を破壊される。そのギリコの行動に「価値の分からん俗な不良め」とかなり激昂していたり、アラクネの目の前で喧嘩したりなど彼とは仲が非常に悪い。正体は老いた蚊の化け物、もしくは吸血鬼で、鼻を伸ばして相手の血を吸い取る。今の姿を自嘲する通り普段は小柄だが、昔の姿を思い出すことでその頃の姿になることができる。
キッドたちとの戦いに敗北後、前から気に入らない存在であったノアに800年前の姿で戦いを挑むも、その力を発揮できないまま倒され、死亡した。
ギリコ
幹部の1人。魔凶器人形技師で、本体はチェーンソー。
詳細は「#ギリコ」を参照。
ミフネ
声 - 津田健次郎
多数の日本刀を駆使する流派「無限一刀流」の使い手である用心棒。
元は魔女アンジェラの用心棒だったが、アンジェラの身の保護と引き換えにアラクノフォビアの用心棒になる。相当の子供好き。
彼の強靭な魂は普通の人の99個分にあたり、「剣神」と称されている。武器職人の軍隊を一人で壊滅状態に追い込み、梓の銃撃をもあっさり見切るなど、恐るべき実力を持つ。
読み切りの時にブラック☆スターと戦い、隙を突かれて敗北。魔道具開発研究所で再戦した際、妖刀モードをものともせずに完勝。成長してババ・ヤガー城討伐に遅れて復帰したブラック☆スターと再会し、彼を武人と認め2度の対決で出さなかった本気を出して戦ったが、壮絶な死闘の末敗れ、ブラック☆スターに武の意思を託し、アンジェラへの謝罪の言葉を残して死亡した。
アニメ版ではブラック☆スターとの最終決戦で死んでおらず、エンディングで死武専に訪れている。
アンジェラ＝レオン
声 - 齋藤彩夏
魔女であるが、幼いため魔力が弱い。そのためミフネに用心棒として守ってもらっている。
カメレオンの魔女であり姿を消す魔法が使えるが、まだ不完全で体の一部が消え切らずに見えてしまっている。
ババ・ヤガーの城陥落後は、彼女が幼いこともあって死武専に保護され、精神にショックが与えられるのを避けるためにミフネの死は伝えられていなかったが、原作最終回ではすでにミフネの死を理解していて、ブラック☆スターがミフネの親代わりになっていると同時に、彼から「もしも最強でなくなったら自分の魂を取れ」と彼女に約束をしている。
フィッシャーキング
声 - 喜多川拓郎
魔道具「永久ゼンマイ」を奪還するためにアラクノフォビアから派遣された怪人。頭は悪いが、破壊力だけは桁外れ。キッドとの戦いに敗れ、魔導師エイボンと死神様の関係を明かそうとするが、言い終わる前に死人に殺される。
リサ
声 - 牧口真幸
スピリット行きつけのキャバクラの店員。魔女の1人で、アリサと共にモスキートにスピリットから聞き出した情報（信憑性の低いものばかりだったが）を垂れ流ししていた。しかしメデューサが送ったリストで魔女だとバレ、連行された。
デスサイズには親身に接しているが、短所と不甲斐なさをベラベラと喋りだして、デスサイズを(自業自得とはいえ)傷つけるなど、あまり気遣いはできない。
魔女との交渉のために死武専に捕縛された。
アリサ
声 - 小池いずみ
リサの友人でキャバクラ嬢。メデューサのリストに載っていた魔女の1人。リサと共に捕まって連行された。
魔女との交渉のために死武専に捕縛された。

### 魔道師ノア軍団
魔道師ノアを中心とした組織であり、少数ながらもかなりの実力者がそろっている。現在メンバーは道化師を含めて5人だが、全員男性で魔女はメンバー中に存在しない。
ノア
エイボンの書の目次が生み出した偶像の人間。色黒の長身の青年で、腕に動くミミズの入れ墨をしている。性格、能力などはエイボンの書に書かれた「七つの章」に由来する。その目的はエイボンの意志であるようだが、詳細は不明。
「強欲」のノア
「この世の全てを収集する」と豪語する強欲なコレクター。腰に携えた「エイボンの書」を以てあらゆるものを「収奪」し、自分以外の命の存在を自分のコレクションとしか考えていない冷酷非道な性格。
「全てを手に入れる」とは言っても興味のないものは見逃す、もしくは跡形もなく粉砕する。本人によると「すべてを収集できそうな響きを持つ」『エイボン』と名乗ってアラクネの計画に全面的に協力していたが、独自に行動を開始。モスキートを殺害し、その場に居合わせたキッドとBREWを収奪した。現在はキッドとBREWを「所持」したまま逃亡。
自身は戦わないが、手にするエイボンの書から、過去に「コレクト」したあらゆる化け物を無数に繰り出し、使役する。作中に登場したものは女神像が付いた巨大な壁「誘惑の暗礁（セイレーン）」、あらゆるものを食う蛇「マンティコア」、顔に「G」と書かれた小鬼「グレムリン」、巨大な「巨人の剃刀」、狼の頭を持つ蛇「オルトロス」、ミケランジェロ製作「ダヴィデ像」、一つ目の巨人「サイクロプス」、墓場を背負う巨大な化け物「ホラードラゴン」。
アジトに乗り込んできた死武専の職人とデスサイズスの前に立ちふさがり、テスカ・トリポカ（偽物）を殺害。ジャスティンと共に死武専を圧倒するが、復活したキッドを加えたスパルトイに阻まれる。仲間意識は低く、アラクネを裏切ったのにギリコを利用したり、ゴフェル共々攻撃しようとした、ジャスティンが信仰した鬼神を物扱いなど、終盤は容赦なく仲間を切り捨てた。
最終兵器「ホラードラゴン」を繰り出して戦うが、キッドの「親の七光り」をまともに食らい、「ホラードラゴン」もろとも跡形もなく消滅した。
「憤怒」のノア
凶悪な人相をしたノア。肉付きの良い身体をしており、好戦的な性格。
ジャスティン＝ロウ
声 - 藤田圭宣
元デスサイズで、ヨーロッパ担当 だった。
神父のような格好をしたそのままの聖職者で、死神様を「神」と崇めていた。職人無しで13歳でデスサイズスの一人になった史上最年少デスサイズで、その実力は本物。現在17歳。金髪碧眼。通称「爆音と共に現れる処刑人」。
「オオー（神よ）」と感嘆する口癖がある。本体はギロチンで、職人がいなくても一人で戦える珍しい「武器」。常に“爆音”と言っていいくらいの大音量で音楽を聴いているので他人の話を聞けないが、読唇術が使えるので一応会話をしようと思えばできる。が、大概は人の話を聞かない。
髪型はトンスラに見えるようでいて、実はただの帽子である。
信仰心の篤い聖職者かと思われていたが、狂気に感化されており彼こそがB・Jを殺害した張本人。阿修羅を「鬼神様」と呼んで崇拝しており、マカを始末しようと企んでいたが、シュタインとマリーに阻止され、魔道具を用いて逃亡した。
逃亡後はノアの一味に籍を置いていたが、阿修羅の居場所を聞き出した後に「スパルトイ」とノアが交戦する。ノアが鬼神を強奪する発言を聴いたジャスティンは何かを思い加勢に加わらず姿を消した。
テスカ・トリポカを完全武器化した姿で殺害した。
月面戦争にてシュタインとマリーに粉砕され、死亡した。
アニメ版ではノアに関する設定が存在しないため、狂気に侵されておらず、一貫して死武専に所属している。
技の一つ「法を守る銀の銃（ロウ・アバイディング・シルバーガン）」は、作者の過去作品『B壱』の登場人物、七海陽平の使う銃の名前と同名。
ギリコ
声 - 神奈延年
初登場時は「ソウ」と名乗っていた魔凶器人形技師。本体はチェーンソー。アラクノフォビアの元幹部。
自らが造ったゴーレムに自分を使わせているが、自分の体の一部だけを武器化して一人で戦うこともできる。本人によると800年の間エンチャンター（人形技師）の技術を使って自分の記憶を遺伝子にプログラム化し、子供に託しながら人生を繰り返してきた。もともと非常に自分勝手かつ殺意や悪意を他人に向け続けなければ我慢ならない気性だったが、アラクネが身を隠してからは死武専に目をつけられないよう、かつアラクネ復活の際には好きなだけ大暴れできるからと800年間もの間殺意を誰かに向けることを抑え込んでいた。しかし後にそれが命取りとなる。
モスキートと仲が非常に悪く、アラクネ復活時に一戦交えたジャスティンとも因縁深かったが、ロスト島での戦いにおいて狂気に侵された彼の本質を見抜いていた。ババ・ヤガー城に潜入したリズとパティに睡眠薬を盛られ、城の防衛には一切参加できなかったが、戦いの後、狂気の象徴である道化師を連れたジャスティンと邂逅を果たし一味に加わる。その後エイボンの書に捕らわれたキッドを救出ために本の中に入ったマカ、ソウルらを返り討ちにするべく自らも本の中に入る。この時点で体にガタがきていたため、元の肉体を捨てゴーレムとして操り、自身はBREWの力で成長させた娘に記憶を引き継がせていた。
アラクネが死亡した戦いの際寝こけていた自分自身への憤りもさることながら、実際にアラクネを手にかけたマカ・ソウルに対してはその殺意も敵意もひとしおであった。ソウルのピアノのおかげもありゴーレムの方のギリコは爆発したが、その直後「娘」の身体を持つギリコが現われる。ソウルのピアノが通用しないほどの騒音でマカを圧倒するも、溜めに溜めた800年分の殺意に器の魂が耐え切れず、それでも殺意をマカに向け続けたため魂が破裂し絶命した。
アニメでは最初からギリコと名乗っている。ババ・ヤガーの城攻略の際にジャスティンと3度目の対決となるが決着はつかず、ベタな捨て台詞を吐いて逃亡。その後はモスキートとともに行動を共にしているシーンがエンディングで見られた。
登場からわずか一話で名前が変わったのは、名前が『ソウル』とかぶってしまうから（公式ガイドブックより）。
ゴフェル
ノアを「ノア様」と呼び崇拝する青年で、魂に魔道の力を埋め込まれたノアの「道具」。端正な顔立ちでもの静かな印象だが、キッドに暴行を加えるなどノアに逆らう者には容赦しない。また、自分よりもノアに気に入られる者が現れると、あまりの嫉妬心から口調も表情も歪む。
ノアの指示によりマカの暗殺を企んでいる。魂はマカと同じ「天使型（エグリゴリ）」であり左腕から羽根を具現化させて飛行することができる。また腹部から山に大穴を穿つほどの強力な魔法弾を放つこともできる。
ノアに対する崇拝ぶりはかなりのものだが、作中ではノアも含め登場人物からの扱いが厳しい。
「強欲」のノアが死んだ後は、残された「エイボンの書」を持って逃亡する。その後目次によって新たに生み出された「憤怒」のノアに一目惚れしてしまう。
その憤怒のノアに導かれるまま月面戦争に中盤から参加。死人・茜らと共に最初に阿修羅に接触した一人となる。その阿修羅に対しノアを返せと要求し、本当に返された5人のノアと憤怒を合わせた6人のノアと共にいつの間にか戦線を離脱。ノアに囲まれた幸せな状況に、下がりきっていた口角の端が持ち上がり「へ」の字口が「W」字口となっていた。

### エイボンの書
目次
序章に存在するエイボンの書の目次と言うべき存在で、コンテンツやインデックスなど、呼び方は好きに呼んで良いらしい。本内部のナビゲーターとしてマカたちに同行し本の内部を説明する。口癖は「たこにも、いかにも」。
エイボンの意志の下に行動し、「七つの章」に由来するノアを生み出す。そのビジュアルはエクスカリバー曰く自分をモチーフにしているとのことだが、エクスカリバーの鼻が上向きなのに対してこちらは下向きである。これはエクスカリバーの鼻をいつか折ってやりたいというエイボンの気持ちの表れらしい。基本的に感情は表に出ないがエクスカリバーにだけは、はっきりと嫌悪を現した。
サキュバス
第一章『色欲』に存在するノアの集めた妖魔の一人。男を誘惑し精を吸い取る。

### 鬼神
時折心の弱さに負ける者が出現する。彼らは善悪問わず魂を乱獲するが、それは力への渇望に負けたためである。彼らのなれの果てが鬼神であり、まさに神に近い力を持つ存在である。その狂気の影響は全世界に及ぶ。
阿修羅（あしゅら）
声 - 古川登志夫
初代鬼神。「死神八武衆」でも最強の職人だった。死神様を「師匠」と呼ぶなど、死神様の弟子だと思わせるような言動がある。
当時、大陸の東の魔女たちを一人で皆殺しにするなど八武衆の中でも断トツの実力者だったが、猜疑心の塊のような人間であり、パートナーの魔武器ですら信じておらず、死神様から「最強のビビリ」だと言われていた。死の恐怖から逃れるために武器に善人の魂を食べさせ、さらに武器すら食べてしまった結果、鬼神となった。武器は金剛杵。
死神様の手によって全身の血を抜かれて皮をはがれ、その皮で作った入れ物により死武専の地下・最下層「封印の社」にて厳重に封印されていたが、メデューサの作戦によって復活。月に逃亡した。その後、死神の息子（キッドの兄）と判明する。
猜疑心のため、何十枚と重ね着をしているが、それは精神の安定のためであるとのこと。顔に巻かれたマフラーをはじめとして、眼があしらわれていることが多い。
素顔は細面とも言える普通の男性だが、髪に目の模様があり、第三の眼がある。素顔だと普通の冷静な口調なのだが、隠すと極端にハイになる。また魂を喰らう時はおぞましくも歯をむき出しにし、顔の造形が簡単に変わる。通常、鬼神となるのは善人の魂を喰らった「魔武器」だが、彼は「職人」であり、武器ごと善人の魂を喰らった稀有な例。そのためか、武器使用時は口の中から武器が出てくる。
マサムネ
声 - 土田大（幼少時代 - 下野紘）
妖刀と呼ばれる鬼神の卵の一人であり、椿の兄でもある。
手にした人間の魂に憑依することによって、魂の乱獲を行っていた。妹である椿が一族に伝わる大半の能力をさらっていったことに対して、幼い頃からコンプレックスを抱いていたようで、それが彼が鬼の道を進んだきっかけであった。
椿との魂を賭けた激闘の末に破れ、椿を認めた彼の魂は妹の下へ還っていった。
さまよえるオランダ人
声 - 松本保典
悪霊。魂を乱獲し初代鬼神に捧げようとする鬼神信奉者の一人で、彼が封印されてなおニーズヘッグという名の幽霊船で活動していた。「ダッチチチ」という独特の笑い声が特徴。帽子の下はハゲ。
クロナによって集めていた魂すべてを奪われるが、彼自身は小船サイズにまで縮んでしまったニーズヘッグに乗って脱出していた。
ロシアのボル7工場にニーズヘッグを取り込ませ、道化師と共に管理する幽霊工場としたが、マカたちとの戦いの中、ブレアに帽子を取られてしまう。それを必死で取り返そうとするが、最終的には自らの手でニーズヘッグ工場を消滅させ、自らも昇天していった。
道化師
ボル7工場に棲み着く謎の存在。その正体は鬼神復活に伴い発生した狂気感染が実体化したもの。
相手の魂を取り込んで精神を破壊し、狂気に引きずり込む。狂気感染の拡大によりマカとソウルを同時に取り込もうとした瞬間に真っ二つにされ敗北、狂気の進行と再会を示唆して消滅する。
ボル7工場に現れたものとは別の姿の道化師がジャスティンと行動を共にしている。
そもそも道化師は狂気が目に見える形を持ったものであり、魂が存在するかは不明。多少切断されても平気で、魔女狩り程度の退魔の波長は通用しないなど、従来の敵とは全く異なる性質を持つ。口調が男性的だったり女性的だったりコロコロ変わる独特のしゃべり方をする。
アニメでは道化師によく似たものが最後の魔道具の守り手として、赤色と青色の対称的な2体が登場している。

### 死武専の関係者
ブレア
声 - 笹本優子 / 加藤英美里
風貌は従来のイメージのような魔女だが、正体は強い魔力を持った猫。普段は巨乳美女の姿をしている。
その印象からマカとソウルに魔女と間違えられて狩られたが、「猫は魂が複数ある」ため生き延びた。
現在はマカとソウルの家に居候し、キャバクラ「チュパキャブラス」で働いている。初めて会ったときからソウルを気に入っており、彼をたびたびからかっている。
魔法を使うときの呪文は「パンパンプキン パンプキン」。カボチャ型の衝撃波「ハロウィン砲」や、カボチャ型のエネルギーにより相手を押しつぶす「スマッシング・パンプキン」を使う。
ズワン
ブレアの帽子で入浴などで全裸になっても被るほど、一心同体と呼べるお気に入り。先の方に顔がついていてしゃべることもでき、意思を持つ。伸縮自在で相手を掴み、投げ飛ばすこともできる。
エクスカリバー
声 - 子安武人
「手にした職人に最強の力を与える」と伝えられる伝説の剣。他の武器と異なり、人間に見えない別の生物に変身する。口癖は「ヴァカめ!!」。
最強の武器として紹介されており、彼を扱う者は光の翼を纏い、瞬間移動ができ、一振りで空間を切り裂くなど、凄まじい強さを得ることができる。
どんな職人とも魂の波長が合うのだが、彼の職人になるには彼の要求する無茶苦茶な1000のルールに従う必要があり、生活の9割近くを彼に支配される。つまり、人として波長が合う職人がいないため、誰も使用すること無く放置されている。
へっぽこ職人であるヒーロ・ザ・ブレイブは1000の項目は難なくこなしてその力を発揮し、ブラック☆スター、デス・ザ・キッド、キリク・ルングを一蹴した。しかし、「くしゃみを連続でする」というエクスカリバーの癖に耐えることができず、すぐにペアを解消した。
ある意味で性格が破綻している彼を使いこなす者は別の意味で勇者だと言われており、それゆえに誰もが手に取れる状態でありながら洞窟の奥に突き刺さったままでいた。洞窟の中に住む妖精もその性格に辟易しており、ヒーロが持ち出した際はお祭り騒ぎで喜んだ。
正体は旧支配者の一人。「憤怒」の旧支配者だと言われている。「力」の旧支配者がキッドに言っていた「現在残っている旧支配者は、俺と死神とエイボンと阿修羅、そしておまえも知っているあと一人」の「あと一人」に該当する。このことはエクスカリバーの長大なセリフの中に実はさりげなく入っている。
死神様曰く、「魔武器」を生み出したコンセプト「心を持つ兵器」のオリジナル。エイボンは彼をモデルにして今の魔武器たちの原型を産みだした（魔武器製造技術の考案者であるエイボンは、エクスカリバーが嫌いでその経緯を否定している）。
「エイボンの書」に囚われたため、「憤怒」の章に登場した。会話が成立せずスパルトイのメンバーを苛立たせた。「傲慢」の章でリズが一度振るったが、「傲慢」の影響でプライドが高くなったリズに切り裂いた空間の先に投げ捨てられた。
死神様の部屋で 死神様とテスカ・トリポカが会話している際に、エクスカリバーの名前が出たことから「私の噂をしている気がして」と言って突入した。
月面戦争が行われていた際、死神様とともに戦争を見守る。死神様の最期を看取り、「息子たちを見届けてくれ」という遺言を守っている。自分の覚醒が父の死の引き金になったことを知り絶望するキッドを激励する。
長大なセリフ、他のセリフに被せて話す、コマが見づらくなるほど増殖する、ページとページの間にセリフを挟ませるなど、あらゆる手法を使って読者が漫画を読むことを阻害している。
アニメでは彼が登場した回が放送された直後には公式HPが彼によって乗っ取られた。17話ではAパートとBパートの間のCM中にAパート終盤から歌っていた歌をそのまま歌い続けた。
アニメ版でかぶっている帽子は「英国製最高級のり巻き」。

### その他の人物
リョク
声 - くまいもとこ
針の村に住む少年。村人共々、星族に強い恨みを抱いている。妖刀マサムネに取り憑かれ村人を襲いかかるが、ブラック☆スターと椿に救われた。その後、二人に救われた恩から星族に対する考えを改めようとする姿勢を見せた。
レイチェル・ボイド
声 - 不明
デス・シティーに住む少女。両親と3人で暮らしていたが、肉体を失い蛇の姿で彷徨っていたメデューサに身体を奪われ、失踪。母親（声 - 加藤優子）は娘の異変に最初に気付いたが、父親（声 - 杉山大）は娘の様子がおかしくなったと妻から聞かされるも、「子供は親のいないところで成長するもの」と特に気に留めていなかった。
ババ・ヤガー城攻略において、メデューサがアラクネの身体を奪い復活を果たしたことで解放された。アニメではマカの退魔の波長によってメデューサから解放され、死武専に保護されたその後、両親と再会する姿がエンディングで見られる。
猿里華（エンリケ）
テスカ・トリポカとコンビを組む猿。彼がデスサイズスの一人であることを思わせるような描写があったが、実際は職人。体術に長けている。
「ガウガウ」としかしゃべらないため基本的にテスカ以外とは言葉が通じない。そのため下ネタを連発してもテスカ以外には意味がわからないため、テスカ一人が笑い転げるという現象が起こる。鬼神復活後のデスサイズス招集の死人からの連絡を彼が取り次いだせいでテスカ・トリポカは招集に応じることができなかった。
エイボン
声 - 加瀬康之
「永久ゼンマイ」や「BREW」などの魔道具を造り出した。「エイボンの書」が存在する。
かつて「死神八武衆」に属しており、「知識」の旧支配者と呼ばれる。
アニメでは平和のために魔道具の開発を進めていたが、アラクネの誘惑に乗せられて、2人の研究を統合してBREWが生まれた。その行いを悔いた彼はBREWの封印の鍵となる魔道具「エイボン」を作成してその中に自分の魂を宿らせ、世界の運命を死神様へと託した。
ホワイト☆スター
声 - 三宅健太
ブラック☆スターの父親。両目の虹彩に星マークが付いている。死武専に星族が滅ぼされたため故人となっている（ブラック☆スターは当時幼かったため、死武専に引き取られた）。
たび重なる敗北を経て精神が追い込まれたブラック☆スターはキッドとの戦いの中、一時的ではあるが彼のような目となり、魂の波長にも変化が見られた。死人によると「ホワイト☆スターを目指すのは、鬼神への道」。
アニメ版では、ミフネに初めて恐怖を与えた人物である。
小鬼
声 - 大塚芳忠
教会でのクロナとの戦闘の際に、ソウルの血液にラグナロクの黒血が混ざったことによってソウルの精神世界に現れるようになった存在。いつもダブルの黒いスーツを着ていて、「ブラックルーム」という黒い部屋の中にいる。ソウルの体を黒血の狂気で支配したいがため、ことあるごとにソウルに「力」を求めるよう示唆する。

### ゲーム版の人物
ストーリーの展開などは、選択するキャラクターによって若干異なるが、ここには主にゲーム中にムービーパートが入るもの（主軸となる流れ）を記載する。
ポネラ
声 - 石塚さより
地底に住む一族「パラポネラ」の女王で、アリの魔女。魔法を使うときの呪文は「パネーラ ポネーラ パラポネーラ」。両親を亡くし、たった一人で一族の頂点として祭り上げられた。魂のゆりかごとなる繭を作り出すことができる。
家庭教師であるグリモアには特別な感情を抱いていたが、実はグリモアに利用されていた。
繭とグリモアの魔法によって鬼神の軍団を作り、地上を征服する計画を立てていたが、死武専の反撃によりパラポネラは壊滅し、さらにグリモアが消息不明になったことにより激昂しマカたちに戦いを挑むも敗れ、一族の者たちが自分を守ろうとしていたことを思い出し、自分は孤独ではなかったことを悟りつつ消滅した。
グリモア
声 - 桐井大介
パラポネラの一員。ポネラの家庭教師であり、魔導師。魔法を使うときの呪文は「ワーム モワール グリモワール」。常に目深に帽子をかぶっている。
腰には魔法の本「グリモワール」を下げており、魔法の本にあらゆるものを取り込んで自分の魔法力にすることができる。
冷静沈着で、ポネラには忠実なように見えるが、実際は世界征服を企む野心家であり、ポネラのことも自分の野望を達成するための踏み台程度にしか思っていない。ポネラの作りだす繭を利用して鬼神の軍団を作り、さらにはそれを取り込んで最強の力を身につけ、死神様や鬼神などの邪魔者を排除して地上を征服しようとしていたが、本気の死神の力を見せたキッドに敗北し、魔法の本を残して逃亡。その後の行方は不明。
原作者・大久保篤のお気に入りのキャラクターであり、本編に登場する魔導師ノアにそのデザインが流用されている。
モチーフは（地中つながりで）ミミズ。
キルベル
声 - 川津泰彦
セントベル教会に住む鐘つき男。自分の醜い容姿にコンプレックスを抱えており、生まれ変わって自分を馬鹿にした者たちを見返すために「鬼神の卵と化した魂」を持つ者となった。
セントベル教会に現れたグリモアから繭を譲り受け、繭に魂を集めれば生まれ変われると教わるが、それは魂を集めるためのグリモアの作戦だった。魂集めの最中に課外授業中のマカたちと遭遇し、さらに何者かによって繭を奪われたことによって、逆上しマカに襲いかかるも「6文字狩り」を受け敗北、魂を残して消滅した。
ナルス・ガルニエ
声 - 保村真
フランスの市街地で、夜な夜な美女を襲う怪人（ファントム）。「美しいこと」や、「美しいもの」にこだわる。
もともとは人気の美形俳優だったが、顔に怪我を負い舞台に立てなくなってしまった。再び舞台に立つために、生まれ変わって美しくなることに執着しており、グリモアから繭を譲り受けて「鬼神の卵と化した魂」を持つ者となった。
繭の力で生まれ変わろうとしていたが、事件の調査に現れたキッドに倒された。
アローン
声 - かわのをとや
ドイツの古城に隠れ住む、「鬼神の卵と化した魂」を持つ者。その正体は人に交わることもなく生きてきたので、人間に変身することを止めてしまったはぐれ狼男。
昔、何らかのトラブルで一族から離れたらしい。ポネラの繭の存在を知り、繭を手に入れて鬼神になろうと目論む。ナルスが所持していた繭を奪い、アジトに駆け付けたマカに一度は倒されるもそれは演技であり、直後に復活。マカたちを圧倒し、繭を食べようとするも死人の一撃を受け、動きを止めた隙を突かれてマカの6文字狩りで敗北した。
本来ならば彼も不死の力を持つはずだが、人の魂を食べ、鬼神の卵と化したときにその力を失ってしまったらしい。
蟻岩斗（ギガント）
声 - 松田健一郎
ポネラの繭に、無数の魂とそのヨリシロとなる肉体を入れることにより誕生する、人間とアリの融合体。グリモアは彼らを「鬼神もどき」と呼ぶ。
鬼神には遠く及ばないが強い力を持つ。ゲーム中には5体が登場し、うち1体はデス・シティーへと送り込まれ、シュタインのツギハギ研究所を壊滅させたが、そこに駆け付けたブラック☆スターに倒された。1体はグリモアの魔法の本に吸収された。残りの3体はポネラの神殿へと向かうマカたちのもとに足止めとして送り込まれたが、訓練を積んだマカたちの敵ではなく、一蹴されている。

## 用語
死神八武衆
死神様を含めた、八人の集団。魔女の駆逐などを行っていた。死武専ができるより以前に活動していたが、阿修羅が狂気に呑み込まれメンバーの三人を食ってしまう。この八武衆はそのまま旧支配者の総称でもある。
旧支配者（グレート・オールド・ワン）
人を狂気に落とす存在。狂気に落とすための源泉として、各々が「規律」「知恵」「力」「怒り」「恐怖」などを操るなどの強大な力を持つ。死神様による世界の規律の創造のために死神八武衆として活動していたが、阿修羅が鬼神と化して以降は集団としては動いていない模様。
武神
武の道を志す者達が目指す武を極めし者の称号、その道は長く険しくそして過酷な道で、志半ばに散る者や鬼の道に踏み入り鬼神への道へ堕ちてしまう者さえいる危険な道。ブラック☆スターが目指す目標。
死武専若手精鋭部隊「スパルトイ」
ババ・ヤガーの城攻略後に結成された精鋭部隊。ギリシア語で「蒔かれた者」を意味する。マカ&ソウル、ブラックスター&椿、トンプソン姉妹、オックス&ハーバー、キリク&サンダー&ファイア、キム&ジャッキーが所属しており、部隊結成にあたりマカ達職人は二つ星に昇格している。死神様は初め「死武ガキ隊」と名付けようとしたが、シュタインに却下された。
エイボンの書
エイボンが作り出した魔道具のひとつ。現在はノアが所有しており、そこには彼により収奪されたあらゆるものが保管している。内部には7つの章に分かれた異空間が広がっており、その深奥には「異章」が存在する。本を開けばその中で展開される物語を「読む」ことができ、また書き込むことで中にいる人間にメッセージを伝えられる。7つの章は七つの大罪に由来。
- 第一章「Lust（色欲）」 - 異性への願望が強く象徴される場所で、入った者は性別が入れ替わる。次章に進んでも入れ替わりは続き、異性への欲が強ければ強いほど戻るのが遅くなる。
- 第二章「Gluttony（暴食）」 - 食欲が異常に増す。
- 第三章「Envy（嫉妬）」 - 他人に対する嫉妬心や被害妄想が増幅する。
- 第四章「Wrath（憤怒）」 - 一面が赤で構成された世界。何に対してもイライラする。
- 第五章「Pride（傲慢）」 - プライドが高くなり、自分一人の力で乗り越えようとする。
- 第六章「Sloth（怠惰）」 - 話の進む速度が遅くなる。最終的には無気力になる。
- 第七章「Greed（強欲）」 - 招き猫や金で構成された世界。

## 書誌情報

### 単行本
- 大久保篤 『ソウルイーター』 スクウェア・エニックス〈ガンガンコミックス〉、全25巻
  1. 2004年6月22日発売[38]、ISBN 4-7575-1223-6
  2. 2004年11月22日発売[39]、ISBN 4-7575-1322-4
  3. 2005年4月22日発売[40]、ISBN 4-7575-1413-1
  4. 2005年8月22日発売[41]、ISBN 4-7575-1505-7
  5. 2005年12月22日発売[42]、ISBN 4-7575-1584-7
  6. 2006年4月22日発売[43]、ISBN 4-7575-1671-1
  7. 2006年9月22日発売[44]、ISBN 4-7575-1774-2
  8. 2007年1月22日発売[45]、ISBN 978-4-7575-1922-0
  9. 2007年5月22日発売[46]、ISBN 978-4-7575-2015-8
  10. 2007年10月22日発売[47]、ISBN 978-4-7575-2132-2
  11. 2008年3月22日発売[48]、ISBN 978-4-7575-2239-8
  12. 2008年6月21日発売[49]、ISBN 978-4-7575-2300-5
  13. 2008年10月22日発売[50]、ISBN 978-4-7575-2400-2
  14. 2009年3月21日発売[51]、ISBN 978-4-7575-2509-2
  15. 2009年9月18日発売[52]、ISBN 978-4-7575-2678-5
  16. 2010年2月22日発売[53]、ISBN 978-4-7575-2790-4
  17. 2010年7月22日発売[54]、ISBN 978-4-7575-2930-4
  18. 2010年11月22日発売[55]、ISBN 978-4-7575-3056-0
  19. 2011年3月22日発売[56]、ISBN 978-4-7575-3163-5
  20. 2011年9月22日発売[57]、ISBN 978-4-7575-3364-6
  21. 2012年2月22日発売[58]、ISBN 978-4-7575-3501-5
  22. 2012年7月21日発売[59]、ISBN 978-4-7575-3659-3
  23. 2012年12月22日発売[60]、ISBN 978-4-7575-3812-2
  24. 2013年6月22日発売[61]、ISBN 978-4-7575-3979-2
  25. 2013年12月12日発売[62]、ISBN 978-4-7575-4163-4

### 完全版
- 大久保篤 『ソウルイーター 完全版』 スクウェア・エニックス〈ガンガンコミックスデラックス〉、全17巻
  1. 2019年7月12日発売[63]、ISBN 978-4-7575-6187-8
  2. 2019年7月12日発売[64]、ISBN 978-4-7575-6188-5
  3. 2019年8月16日発売[65]、ISBN 978-4-7575-6246-2
  4. 2019年8月16日発売[66]、ISBN 978-4-7575-6247-9
  5. 2019年9月17日発売[67]、ISBN 978-4-7575-6281-3
  6. 2019年9月17日発売[68]、ISBN 978-4-7575-6282-0
  7. 2019年10月17日発売[69]、ISBN 978-4-7575-6335-3
  8. 2019年10月17日発売[70]、ISBN 978-4-7575-6336-0
  9. 2019年11月12日発売[71]、ISBN 978-4-7575-6373-5
  10. 2019年11月12日発売[72]、ISBN 978-4-7575-6374-2
  11. 2019年12月12日発売[73]、ISBN 978-4-7575-6412-1
  12. 2019年12月12日発売[74]、ISBN 978-4-7575-6413-8
  13. 2020年1月11日発売[75]、ISBN 978-4-7575-6461-9
  14. 2020年1月11日発売[76]、ISBN 978-4-7575-6462-6
  15. 2020年2月12日発売[77]、ISBN 978-4-7575-6494-7
  16. 2020年2月12日発売[78]、ISBN 978-4-7575-6495-4
  17. 2020年3月12日発売[2]、ISBN 978-4-7575-6547-0

### 関連書籍
- 『ソウルイーター超ガイドブック HOW TO MAKE DEATHSCYTHE?』2008年12月22日発売[79]、ISBN 978-4-7575-2393-7
- 『大久保篤 画集 SOUL EATER SOUL ART』2009年3月21日発売[80]、ISBN 978-4-7575-2534-4
- 『大久保篤 画集 SOUL EATER SOUL ART 2』2014年12月22日発売[81]、ISBN 978-4-7575-2534-4

## アプリ
- iPhoneアプリ『ソウルイーターGallery』2011年2月22日公開 スクウェア・エニックス

## ドラマCD
ドラマCD版の声優
- ソウルイーター Vol.1 特別社会科見学（2005年8月発行、ISBN 4-7575-1517-0）

アニメ版の声優
- アニメディア7月号全サドラマCD（アニメディア2008年7月号応募者全員サービス）
「ドキドキ、死刑台邸パニック ～出るか、100連打!マカチョップは愛の鞭?～」
- ソウルイーター スペシャルドラマCD Vol.1 キッド&トンプソン姉妹編（月刊少年ガンガン2009年1月号付録）
「触れてはならないもの」
- ソウルイーター スペシャルドラマCD Vol.2 マカ&ソウル編（月刊少年ガンガン2009年2月号付録）
「この胸いっぱいのLOVEを」
- ソウルイーター スペシャルドラマCD Vol.3+ ブラック☆スター&椿編（月刊少年ガンガン2009年3月号付録）
「スター誕生」
- ソウルイーター プレミアムドラマCD （月刊少年ガンガン2011年4月号付録）
「お色気魔法にご用心」

## ゲーム
ソウルイーター モノトーン プリンセス
Wii用ソフト。発売はスクウェア・エニックス。ジャンルはアクション・アドベンチャー。
2008年9月25日発売。
ソウルイーター メデューサの陰謀
ニンテンドーDS用ソフト。発売はバンダイナムコゲームス（バンダイレーベル）。
2008年10月23日発売。
ソウルイーター バトルレゾナンス
PlayStation Portable、PlayStation 2用ソフト。発売はバンダイナムコゲームス（バンダイレーベル）。
2009年1月29日発売。

## テレビアニメ
2008年4月7日より、テレビ東京系列 (TXN) にて毎週月曜18時（アニメ530枠）に1年間放送されていた。アニメ版のキャッチコピーは「お前の魂、いただくよ！」。
深夜枠にてスペシャル映像を追加した『ソウルイーターレイトショー』も放送。本番組は初の夕方と深夜での連動放送となった。
地上デジタル放送とBSジャパン（現・BSテレビ東京）では16：9のフルサイズで、地上アナログ放送ではレターボックスサイズで放送。また、テレビ北海道以外では週ごとの放映終了時にマカが「この後はガレッジセールのお2人、よろしくね！」と言った後に画面が切り替わり次番組『ガレッジ×ビレッジ』の司会・ゴリが「はいよー！」と応答するジャンクションがある。
なおBSジャパンでのテレビ東京系月曜18時台前半のアニメ枠の時差ネットは2013年現在本作が最後となっている。
第36話までは原作の展開を踏襲していたが、原作への追いつきに伴い第37話以降はアニメオリジナルストーリーとして独自の物語で完結した。
平成20年度（第12回）文化庁メディア芸術祭審査委員会推薦作品アニメーション部門/長編（劇場公開・テレビアニメ・OVA）に選ばれている。
2009年2月13日よりShowTimeをはじめ各社ブロードバンド映像配信サービスにおいて有料アーカイブ配信が開始された。配信開始当初はTV放送時とは異なり次回予告の無いバージョンで配信されたが、2010年11月5日よりShowTimeにて高画質版配信と同時に次回予告を追加したフルバージョンへと差し替えが行われた。
2011年1月・3月にはBlu-ray BOX（2巻組）発売。2014年2月にはコンプリートBlu-ray BOXが発売された。
なお『ソウルイーターノット!』のアニメ版も本作と同じくボンズが担当する（詳細は同項目を参照）。

### リピートショー
前述したBlu-ray BOXの発売に合わせる形で、2010年9月30日より木曜18時枠にて『ソウルイーター リピートショー』のタイトルで再放送が開始された。第1話 - 第25話と第32話の放送が行われている。
この『リピートショー』ではオープニング・エンディングが本放送時と異なる新規のものに変更されている 他、一部のエピソードで放送順序の入れ替えも行われている。
2011年3月17日と24日放送分は当初第23話・第24話の放送予定であったが、諸事情によりそれぞれ第17話・第32話（どちらも聖剣伝説回）の再々放送に差し替えられた。そのため、リピートショーでは第23話・第24話が未放送となっている。なお、当該の再々放送では両回ともエンディングが本放送と同じものとなっていた。

### スタッフ
- 監督 - 五十嵐卓哉[4]
- シリーズ構成 - 大和屋暁[4]
- キャラクターデザイン - 伊藤嘉之[88]
- コンセプトデザイン - 荒牧伸志[4]
- メインプロップデザイン - 星野猛[88]
- 美術監督 - 中村典史[88]
- 色彩設計 - 中山しほ子[88]
- 撮影監督 - 宮原洋平[88]（第1話 - 第24話）、神林剛（第25話 - 第50話）
- 編集 - 西山茂
- 音楽 - 岩崎琢[88]
- 音響監督 - 若林和弘[88]
- プロデューサー - 吉野文、山西太平、大薮芳広
- アニメーション制作 - ボンズ[4]
- 製作 - テレビ東京・電通・ボンズ

### 主題歌
オープニングテーマ
「resonance」
作詞 - 井上秋緒 / 作曲・編曲 - 浅倉大介 / 歌 - T.M.Revolution / レーベル - Epic Records Japan
第1話 - 第30話。
「PAPERMOON」
作詞・歌 - Tommy heavenly6 / 作曲・編曲 - Chiffon Brownle / レーベル - DefSTAR Records
第31話 - 第50話。初登場時の第28話では挿入歌として使用された。
「カウンターアイデンティティ」
作詞・作曲 - 田淵智也 / 編曲・歌 - UNISON SQUARE GARDEN / レーベル - TOYS FACTORY
リピートショー第1クール。
「愛がほしいよ」
作詞・作曲・歌 - 辻詩音 / 編曲 - mw / レーベル - DefSTAR Records
リピートショー第2クール。
エンディングテーマ
「アイワナビー」
作詞・作曲 - TSURU / 編曲・歌 - STANCE PUNKS / レーベル - kowalski
第1話 - 第13話、最終話。
「Style.」
作詞・歌 - 西野カナ / 作曲・編曲 - 前田和彦 / レーベル - SME Records
第14話 - 第26話、リピートショー第17話・2回目。
「爆走夢歌」
作詞・作曲・歌 - Diggy-MO' / 編曲 - JUNKOO / レーベル - SME Records
第27話 - 第39話、リピートショー第32話・2回目。
「STRENGTH.」
作詞 - 西川貴教 / 作曲 - 岸利至 / 編曲・歌 - abingdon boys school / レーベル - Epic Records Japan
第40話 - 第50話。
「碧の香り」
作詞・歌 - 牧野由依 / 作曲・編曲 - 津田直士 / レーベル - Epic Records Japan
リピートショー第1クール。
「ノーザンライツ」
作詞・作曲 - 工藤圭一 / 編曲 - 石崎光・HOW MERRY MARRY / 歌 - HOW MERRY MARRY / レーベル - Epic Records Japan
リピートショー第2クール。

### 各話リスト
話数が太字の回は前述「ソウルイーター ベストセレクション」で再放映されたもの。
| 話数   | サブタイトル                                               | 脚本            | 絵コンテ            | 演出                | 作画監督                              | 放送日        |
| ------ | ---------------------------------------------------------- | --------------- | ------------------- | ------------------- | ------------------------------------- | ------------- |
| 1      | 魂の共鳴 〜ソウル=イーター、デスサイズになる?〜            | 大和屋暁        | 五十嵐卓哉          | 五十嵐卓哉          | 伊藤嘉之                              | 2008年 4月7日 |
| 2      | 俺こそスターだ! 〜最もビッグな男、ここに現る?〜            | 大和屋暁        | 増井壮一            | 安斎剛文            | 菅野宏紀                              | 4月14日       |
| 3      | 完璧なる少年 〜デス・ザ・キッドの華麗なるミッション?〜     | 大和屋暁        | 福田道生            | 米田光宏            | 伊藤秀樹 久木晃嗣                     | 4月21日       |
| 4      | 魔女狩り発動! 〜ドキドキ墓場の補習授業?〜                  | 大和屋暁        | 五十嵐卓哉          | 佐藤育郎            | 柴田淳                                | 4月28日       |
| 5      | 魂のかたち 〜最強職人シュタイン登場?〜                     | 大和屋暁        | 増井壮一            | 松尾慎              | 村井孝司                              | 5月5日        |
| 6      | 噂の新入生! 〜想い出いっぱい、キッドの死武専初登校?〜      | 大和屋暁        | 安斎剛文 五十嵐卓哉 | 安斎剛文            | 稲留和美                              | 5月12日       |
| 7      | 黒血の恐怖 〜クロナの中に武器がいる?〜                     | 大和屋暁        | 松尾慎              | 千葉大輔            | 小平佳幸                              | 5月19日       |
| 8      | 魔女メデューサ 〜大いなる凶き魂を持つ者?〜                 | 大和屋暁        | 福田道生            | 佐藤育郎            | 菅野宏紀                              | 5月26日       |
| 9      | 聖剣伝説 〜キッドとブラック☆スターの大冒険?〜              | 大和屋暁        | 増井壮一            | 金子伸吾            | 斉藤英子                              | 6月2日        |
| 10     | 妖刀マサムネ 〜破れ魂憑依、雨に詠う心?〜                   | 清水恵          | 米田光宏            | 米田光宏            | 伊藤秀樹 久木晃嗣                     | 6月9日        |
| 11     | 椿の花 〜悲しみを越えた先にあるもの?〜                     | 清水恵          | 松尾慎              | 松尾慎              | 長谷部敦志 根岸博文                   | 6月16日       |
| 12     | 恐怖に負けない勇気 〜マカ=アルバーンの一大決心?〜          | 大和屋暁        | 福田道生            | 浅井義之            | 牛島勇二 吉田優子                     | 6月23日       |
| 13     | 魔眼の男 〜ソウルとマカ、ズレゆく魂の波長?〜               | 大和屋暁        | 岡村天斎            | 岡村天斎            | 柴田淳                                | 6月30日       |
| 14     | 超筆記試験 〜ドキドキ、ワクワク、ソワソワ、ウソーン?〜     | 清水恵          | 増井壮一            | 安藤健              | 藤原宏樹                              | 7月7日        |
| 15     | 魂を食う黒き龍 〜臆病リズと愉快な仲間たち?〜               | 大和屋暁        | 安斎剛文 五十嵐卓哉 | 安斎剛文            | 村井孝司                              | 7月14日       |
| 16     | 激闘!幽霊船 〜ボクの頭の中の地獄?〜                        | 大和屋暁        | 松尾慎              | 千葉大輔            | 小平佳幸                              | 7月21日       |
| 17     | 聖剣伝説2 〜飲む、打つ、買う、いっとく?〜                  | 大和屋暁        | 金子伸吾            | 金子伸吾            | 斉藤英子                              | 7月28日       |
| 18     | 前夜祭の悪夢 〜そして幕は上がった?〜                       | 大和屋暁        | 岡村天斎            | 佐藤育郎            | 菅野宏紀                              | 8月4日        |
| 19     | 開始、地下攻防戦 〜突破せよ、メデューサのベクトルアロー?〜 | 大和屋暁        | 石平信司            | 浅井義之            | 牛島勇二 志賀道憲                     | 8月11日       |
| 20     | 黒血の共鳴戦! 〜恐怖に刃向かう小さな魂の大奮闘?〜          | 大和屋暁        | 福田道生            | 安斎剛文            | 根岸宏行 長谷部敦志                   | 8月18日       |
| 21     | 届け、私の魂 〜渇いた心、たまらない孤独の中で…?〜          | 大和屋暁        | 増井壮一            | 千葉大輔            | 竹内旭 小田嶋瞳                       | 8月25日       |
| 22     | 封印の社 〜不死身の男が仕掛けたからくり?〜                 | 清水恵          | 岡村天斎            | 安藤健              | 藤原宏樹                              | 9月1日        |
| 23     | デッドオアアライブ! 〜復活と幻惑の狭間で?〜                | 大和屋暁        | 松尾慎              | 松尾慎              | 柴田淳 村井孝司                       | 9月8日        |
| 24     | 神々の闘い 〜デス・シティ 崩壊の危機に?〜                  | 大和屋暁        | 増井壮一            | 佐藤育郎            | 菅野宏紀                              | 9月15日       |
| 25     | 召集! デスサイズス 〜ふせげパパの人事異動!!?〜             | 大和屋暁        | 石平信司            | 米田光宏            | 伊藤秀樹 村山公輔                     | 9月22日       |
| 26     | 嬉し恥ずかし体験入学! 〜死武専新生活応援フェア開催中?〜    | 清水恵          | 浅井義之            | 浅井義之            | 牛島勇二 志賀道憲                     | 9月29日       |
| 27     | 800年の殺意 〜異端の魔女降臨?〜                            | 大和屋暁        | 成田歳法            | 成田歳法            | 小平佳幸                              | 10月6日       |
| 28     | 剣神立つ 〜味は甘いかしょっぱいか?〜                       | 大和屋暁        | 福田道生            | 千葉大輔            | 小森高博                              | 10月13日      |
| 29     | 復活のメデューサ! 〜蜘蛛と蛇、因縁の再会?〜                | 清水恵          | 幾原邦彦            | 安藤健              | 松岡謙治                              | 10月20日      |
| 30     | 灼熱の暴走特急! 〜大魔導師が残した魔道具?〜                | 大和屋暁        | 松尾慎              | 松尾慎              | 長谷部敦志 永井達郎                   | 10月27日      |
| 31     | 涸れた幸福 〜月明かりに光るのは誰の涙?〜                   | 大和屋暁        | 増井壮一            | 佐藤育郎            | 竹内旭 小田嶋瞳                       | 11月3日       |
| 32     | 聖剣伝説3 〜死武専番長物語?〜                              | 津村米紀        | 金子伸吾            | 金子伸吾            | 稲留和美 村井孝司                     | 11月10日      |
| 33     | 共鳴連鎖 〜奏でろ、魂たちの旋律?〜                         | 清水恵          | 石平信司            | 浅井義之            | 渡辺伸弘 志賀道憲                     | 11月17日      |
| 34     | BREW争奪戦! 〜激突、死武専VSアラクノフォビア?〜            | 大和屋暁        | 岡村天斎            | 池畠博虫            | 古俣太一 末永宏一                     | 11月24日      |
| 35     | 嵐のモスキート! 〜在りし日の世界、制限時間は10分?〜        | 大和屋暁        | 成田歳法 石平信司   | 成田歳法            | 甲斐泰之 根岸宏行 斉藤英子            | 12月1日       |
| 36     | 放て、7人の共鳴連鎖! 〜破壊と創造の演奏会?〜               | 大和屋暁        | 松尾慎              | 松尾慎              | 小森高博 小平佳幸                     | 12月8日       |
| 37     | 名探偵第一の事件 〜キッドが暴く死武専の秘密?〜             | 大和屋暁        | 増井壮一            | 東海林真一          | 香川久                                | 12月15日      |
| 38     | 修羅への誘惑 〜ビッグな男の抑えられない苛立ち?〜           | 大和屋暁        | 石平信司            | 渕上真              | 垪和等                                | 12月22日      |
| 39     | クロナ、逃亡 〜ください、君の微笑み?〜                     | 清水恵          | 五十嵐卓哉          | 安斎剛文            | 長谷部敦志 村井孝司                   | 2009年 1月5日 |
| 40     | 切られたカード 〜メデューサ、死武専に投降する?〜           | 大和屋暁        | 寺東克己            | 斉藤啓也            | 澤田貴秋 池田広明                     | 1月12日       |
| 41     | クルクルクルル 〜博士は踊る、新しき世界?〜                 | 清水恵          | 石平信司            | 佐藤育郎            | 渡辺伸弘 志賀道憲                     | 1月19日       |
| 42     | 進撃! ババ・ヤガーの城 〜なんかモヤモヤする?〜             | 大和屋暁        | 松尾慎              | 松尾慎              | 竹内旭 小田嶋瞳                       | 1月26日       |
| 43     | 最後の魔道具 〜武器無しキッドのミッションインポッシブル?〜 | 大和屋暁        | 増井壮一            | 千葉大輔            | 小平佳幸 柴田淳                       | 2月2日        |
| 44     | 弱虫クロナの決意 〜いつもそばにいてくれた君に?〜           | 大和屋暁        | 金子伸吾            | 安斎剛文            | 根岸宏行 甲斐泰之                     | 2月9日        |
| 45     | 退魔の波長 〜猛攻、怒りの魔人狩り?〜                       | 大和屋暁        | 石平信司            | 渕上真              | 垪和等                                | 2月16日       |
| 46     | 武か修羅か 〜決戦、ミフネVSブラック☆スター?〜              | 大和屋暁 清水恵 | 成田歳法            | 成田歳法            | 斉藤英子 村井孝司 小田嶋瞳            | 2月23日       |
| 47     | 奇跡のちゃぶ台返し 〜翔べ! 僕らのデス・シティーロボ?〜     | 大和屋暁 清水恵 | 松尾慎              | 松尾慎              | 長谷部敦志 永井達郎 竹内旭            | 3月2日        |
| 48     | 武器を持った死神様 〜一寸先はヤミだらけ?〜                 | 大和屋暁        | 寺東克己            | 佐藤育郎            | 渡辺伸弘 牛島勇二 稲留和美            | 3月9日        |
| 49     | 阿修羅覚醒 〜世界の行き着く果てへ?〜                       | 大和屋暁        | 岡村天斎            | 安斎剛文            | 甲斐泰之 柴田淳 根岸宏行              | 3月16日       |
| 50     | イチかバチか?! 〜神を超える男たち?〜                       | 大和屋暁        | 金子伸吾            | 金子伸吾            | 小田嶋瞳 小平佳幸 長谷部敦志 村井孝司 | 3月23日       |
| 最終話 | 合言葉は勇気!                                              | 大和屋暁        | 五十嵐卓哉          | 佐藤育郎 五十嵐卓哉 | 伊藤嘉之 柴田淳 稲留和美              | 3月30日       |

#### レイトショーとの差異
- CMの前後および次回予告にあたる部分におまけ映像が追加されている。ただし本編自体には夕方版との差は無い。
- 例として、レイトショー版の第1話では次回予告が無く、番組の最後に死神様によるちょっとした作品紹介が行われた。
- スポンサーが一部異なっている。
- 第4話は新規映像（アイキャッチ風味も）が無く、OPも無かった[89]。
- 第20話のOPでは歌い出しでマカがくしゃみをし、「女のくしゃみに理屈があんのかバカヤロー！」（第1話の「男の浮気に理屈があんのかバカヤロー」のセリフの差し替え）と叫んだ後映像が巻き戻されまた曲の最初に戻るという演出がされている。
- 第28話ではミフネが刀を鞘から抜くシーンで刃が逆になっているという作画ミスがあったが、レイトショーでは修正されている。
- 第40話から第45話まで、ショートアニメ「エクスカリバーの明日はどっちだ？」が放映されていた。

#### 超筆記試験
14話の超筆記試験に合わせて筆記試験が行われた。スタッフやキャストも試験を受け、14話のOPとEDには受験者の名前の横に得点が表示された。珍解答の中には、他のボンズ作品やスクウェア・エニックス作品の用語があった。

### 放送局
| 放送地域           | 放送局         | 放送期間                      | 放送日時           | 放送系列                      | 備考             |
| 本放送             | 本放送         | 本放送                        | 本放送             | 本放送                        | 本放送           |
| ------------------ | -------------- | ----------------------------- | ------------------ | ----------------------------- | ---------------- |
| 関東広域圏         | テレビ東京     | 2008年4月7日 - 2009年3月30日  | 月曜 18:00 - 18:30 | テレビ東京系列                | 製作局           |
| 愛知県             | テレビ愛知     | 2008年4月7日 - 2009年3月30日  | 月曜 18:00 - 18:30 | テレビ東京系列                |                  |
| 大阪府             | テレビ大阪     | 2008年4月7日 - 2009年3月30日  | 月曜 18:00 - 18:30 | テレビ東京系列                |                  |
| 北海道             | テレビ北海道   | 2008年4月7日 - 2009年3月30日  | 月曜 18:00 - 18:30 | テレビ東京系列                |                  |
| 岡山県・香川県     | テレビせとうち | 2008年4月7日 - 2009年3月30日  | 月曜 18:00 - 18:30 | テレビ東京系列                |                  |
| 福岡県             | TVQ九州放送    | 2008年4月7日 - 2009年3月30日  | 月曜 18:00 - 18:30 | テレビ東京系列                |                  |
| 日本全域           | BSジャパン     | 2008年4月8日 - 2009年3月31日  | 火曜 18:30 - 19:00 | テレビ東京系列 BSデジタル放送 |                  |
| 日本全域           | AT-X           | 2008年6月4日 - 2009年5月20日  | 水曜 8:00 - 8:30   | CS放送                        | リピート放送あり |
| 日本全域           | dアニメストア  |                               |                    | オンデマンド                  |                  |
| レイトショー       |                |                               |                    |                               |                  |
| 関東広域圏         | テレビ東京     | 2008年4月10日 - 2009年4月2日  | 木曜 26:15 - 26:45 | テレビ東京系列                | 製作局           |
| 愛知県             | テレビ愛知     | 2008年4月11日 - 2009年4月3日  | 金曜 26:28 - 26:58 | テレビ東京系列                |                  |
| 大阪府             | テレビ大阪     | 2008年4月11日 - 2009年4月3日  | 金曜 27:05 - 27:35 | テレビ東京系列                |                  |
| 北海道             | テレビ北海道   | 2008年4月14日 - 2009年4月6日  | 月曜 26:30 - 27:00 | テレビ東京系列                |                  |
| 岡山県・香川県     | テレビせとうち | 2008年4月15日 - 2009年4月7日  | 火曜 25:58 - 26:28 | テレビ東京系列                |                  |
| 福岡県             | TVQ九州放送    | 2008年4月16日 - 2009年4月8日  | 水曜 26:38 - 27:08 | テレビ東京系列                |                  |
| 日本全域           | AT-X           | 2008年6月4日 - 2009年5月20日  | 水曜 20:00 - 20:30 | CS放送                        | リピート放送あり |
| リピートショー     |                |                               |                    |                               |                  |
| 関東広域圏         | テレビ東京     | 2010年9月30日 - 2011年3月31日 | 木曜 18:00 - 18:30 | テレビ東京系列                | 製作局           |
| 北海道             | テレビ北海道   | 2010年9月30日 - 2011年3月31日 | 木曜 18:00 - 18:30 | テレビ東京系列                |                  |
| 愛知県             | テレビ愛知     | 2010年9月30日 - 2011年3月31日 | 木曜 18:00 - 18:30 | テレビ東京系列                |                  |
| 大阪府             | テレビ大阪     | 2010年9月30日 - 2011年3月31日 | 木曜 18:00 - 18:30 | テレビ東京系列                |                  |
| 岡山県・香川県     | テレビせとうち | 2010年9月30日 - 2011年3月31日 | 木曜 18:00 - 18:30 | テレビ東京系列                |                  |
| 福岡県             | TVQ九州放送    | 2010年9月30日 - 2011年3月31日 | 木曜 18:00 - 18:30 | テレビ東京系列                |                  |
| ベストセレクション |                |                               |                    |                               |                  |
| 日本全域           | BS11           | 2014年1月6日 - 3月31日        | 月曜 24:00 - 24:30 | BSデジタル放送                | 『ANIME+』枠     |

| テレビ東京系列 月曜18時00分枠（アニメ530第2枠）            | テレビ東京系列 月曜18時00分枠（アニメ530第2枠） | テレビ東京系列 月曜18時00分枠（アニメ530第2枠） |
| 前番組                                                     | 番組名                                          | 次番組                                          |
| ---------------------------------------------------------- | ----------------------------------------------- | ----------------------------------------------- |
| ミュータント・タートルズ（2003年版） （第１話 ‐ 第５２話） | ソウルイーター                                  | ドーラ                                          |
| テレビ東京 木曜26時15分枠                                  |                                                 |                                                 |
| 天元突破グレンラガン （再放送）                            | ソウルイーター レイトショー                     | Phantom 〜Requiem for the Phantom〜             |
| テレビ東京系列 木曜18時00分枠（アニメ530第2枠）            |                                                 |                                                 |
| HEROMAN                                                    | ソウルイーター リピートショー （再放送）        | SKET DANCE                                      |

## WEBラジオ
アニメイトTVにて『SOULEATER RADIO 死武専共鳴放送局』（ソウルイーターレイディオ しぶせんきょうめいほうそうきょく）が2008年7月11日から2009年8月14日まで配信された。 小見川（マカ）がメインのマカsideと、内山（ソウル）がメインのソウルsideの2つが毎週交互で配信、バックナンバー双方各4回分ずつ（合計8回分まで）。スケジュールの都合などで休止の場合あり。また収録は基本2本録りで行われている。
- ソウルsideでは3人揃っての収録が少なく、別録りが多い。そのため、同sideで初めて3人で収録が配信されたのは#5であった。
- 両方の番組が終了してから数日後にマカとソウルside合同の特別編であるノーside（2009年8月14日）が放送された。
- サブタイトルはアニメのサブタイトルのパロディ。

また、2010年11月から2011年3月までガンガンONLINEにて『ソウルイーターラジオ 死武専ガンガン放送部』が不定期で放送されていた。

### 出演者

#### パーソナリティ
マカside
小見川千明（マカ＝アルバーン役）、加藤英美里（ブレア役）、大川透（デスサイズ役）
ソウルside
内山昂輝（ソウル＝イーター役）、宮野真守（デス・ザ・キッド役）、小山力也（死神様役）
ノーside
小見川千明（マカ＝アルバーン役）、加藤英美里（ブレア役）、大川透（デスサイズ役）、小山力也（死神様役）

#### サブタイトル/ゲスト
| 話数 | 配信日         | サブタイトル                                                     | ゲスト | 備考        |
| ---- | -------------- | ---------------------------------------------------------------- | ------ | ----------- |
| #1   | 2008年7月11日  | 出演者の共鳴〜大川さん、パパになる〜                             | -      | -           |
| #2   | 2008年7月25日  | 君こそヒロインだ!〜小見川さん、リスナーメールに感動する〜        | -      | -           |
| #3   | 2008年8月22日  | 完璧なる腹筋〜パパ、ビリーをもう一度始める〜                     | -      | -           |
| #4   | 2008年9月5日   | 9月発動!〜ドキドキ☆の新学期?〜                                   | -      | -           |
| #5   | 2008年9月19日  | お好み焼きのかたち〜ホットプレート登場〜                         | -      | [ radio 1 ] |
| #6   | 2008年10月2日  | 様々な想いを秘めた3人組!〜想像力120%、小見川さんの萌えポイント〜 | -      | -           |
| #7   | 2008年10月31日 | カボチャの恐怖〜コロッケの中に何かいる?〜                        | -      | -           |
| #8   | 2008年11月14日 | 大人の階段伝説〜小見川千明の大冒険?〜                            | -      | [ radio 2 ] |
| #9   | 2008年11月28日 | チキン伝説〜カトゥーさんの大失敗?〜                              | -      | [ radio 3 ] |
| #10  | 2008年12月12日 | 妖気ドリーム〜疲れたら、イヤな夢?〜                              | -      | -           |
| #11  | 2008年12月26日 | 年の瀬〜108を超えた先にあるもの?〜                               | -      | [ radio 4 ] |
| #12  | 2009年1月16日  | 罰ゲームに負けない勇気〜小見川千明の一大チャレンジ〜             | -      | -           |
| #13  | 2009年2月13日  | バレンタインあれこれ〜ブレアとマカ、好調な罰ゲームの波長?〜      | -      | [ radio 5 ] |
| #14  | 2009年2月27日  | 超・入学試験〜ドキドキ、ドキドキ、ドキドキ、ヤッター!〜          | -      | -           |
| #15  | 2009年3月13日  | 涙を流す2人の女優〜坊主頭と悲しい思い出?〜                       | -      | [ radio 6 ] |
| #16  | 2009年3月27日  | 激闘!萌えボイス〜小見川さんの頭の中のキャライメージ（笑）〜      | -      | -           |
| #17  | 2009年4月17日  | ねりもの伝説2〜引く、落とす、食べる?〜                           | -      | -           |
| #18  | 2009年5月1日   | 巻き舌の悪夢〜そして本番は始まった?〜                            | -      | -           |
| #19  | 2009年6月26日  | 開始、罰ゲーム攻防戦〜勝利せよ、セクシー山手線?〜                | -      | -           |
| #20  | 2009年7月10日  | 魂の共鳴戦!〜最終回に刃向かう3人の大奮闘?〜                      | -      | -           |

| 話数 | 配信日         | サブタイトル                                                  | ゲスト                           | 備考         |
| ---- | -------------- | ------------------------------------------------------------- | -------------------------------- | ------------ |
| #1   | 2008年7月18日  | 出演者の共鳴…失敗?〜宮野さん、部屋から出られない!〜           | -                                | 宮野別録     |
| #2   | 2008年8月1日   | 君こそスターだ!〜内山さん誕生日間近?〜                        | -                                | 宮野別録     |
| #3   | 2008年8月15日  | 完璧なる高校生〜内山さんの華麗なるバースデイ〜                | -                                | 小山別録     |
| #4   | 2008年8月29日  | 声まね発動!〜ドキドキ☆夏の補習授業?〜                         | -                                | 小山別録     |
| #5   | 2008年9月12日  | （3人の）魂のかたち〜最強トリオ、ついに登場〜                 | -                                | -            |
| #6   | 2008年9月26日  | 噂の3人組!〜想い出いっぱい、内山君のすべらない話〜            | -                                | -            |
| #7   | 2008年10月10日 | 投票の恐怖〜新コーナーの中にゲストがいる?〜                   | 小林由美子 （ブラック☆スター役） | [ radio 7 ]  |
| #8   | 2008年10月24日 | コミカル☆スター〜大いなる趣味を持つ者?〜                      | 小林由美子 （ブラック☆スター役） | [ radio 8 ]  |
| #9   | 2008年11月7日  | 「すべらない話」伝説〜内山さんと宮野さんのムチャ振り合戦?〜   | -                                | -            |
| #10  | 2008年11月21日 | 妖力シンメトリー〜2○か、プリズンなんとかか?〜                 | -                                | -            |
| #11  | 2008年12月5日  | 死神様の花〜特殊任務 (?) を越えた先にあるもの?〜              | -                                | -            |
| #12  | 2008年12月19日 | 電車に負けない勇気〜内山昂輝の一大決心?〜                     | -                                | [ radio 9 ]  |
| #13  | 2009年1月9日   | 《新春特別版》羽根をつく男〜先輩と後輩、ズレゆく笑いの波長?〜 | -                                | 小山欠席     |
| #14  | 2009年2月6日   | 追試験〜ポリポリ、ムダムダ、ウザウザ、イヤーン〜              | -                                | -            |
| #15  | 2009年2月20日  | おしるこを食う男2人〜○○なキャラと愉快な仲間たち?〜            | -                                | -            |
| #16  | 2009年3月6日   | 激闘!危機一発（的なもの）〜1分の中のドラマ?〜                 | -                                | [ radio 10 ] |
| #17  | 2009年3月20日  | シンメトリー伝説〜内山さん、宮野さん、小山さん、いっとく?〜   | -                                | [ radio 11 ] |
| #18  | 2009年6月19日  | デコピンの悪夢〜そして番組は再開した?〜                       | -                                | -            |
| #19  | 2009年7月3日   | 決戦、時限爆弾〜食せよ、奇跡の成功報酬？〜                    | -                                | -            |

| 話数   | 配信日        | サブタイトル        | ゲスト | 備考         |
| ------ | ------------- | ------------------- | ------ | ------------ |
| 特別編 | 2009年8月14日 | 合言葉はノーサイド! | -      | [ radio 12 ] |